# 清华大学校史

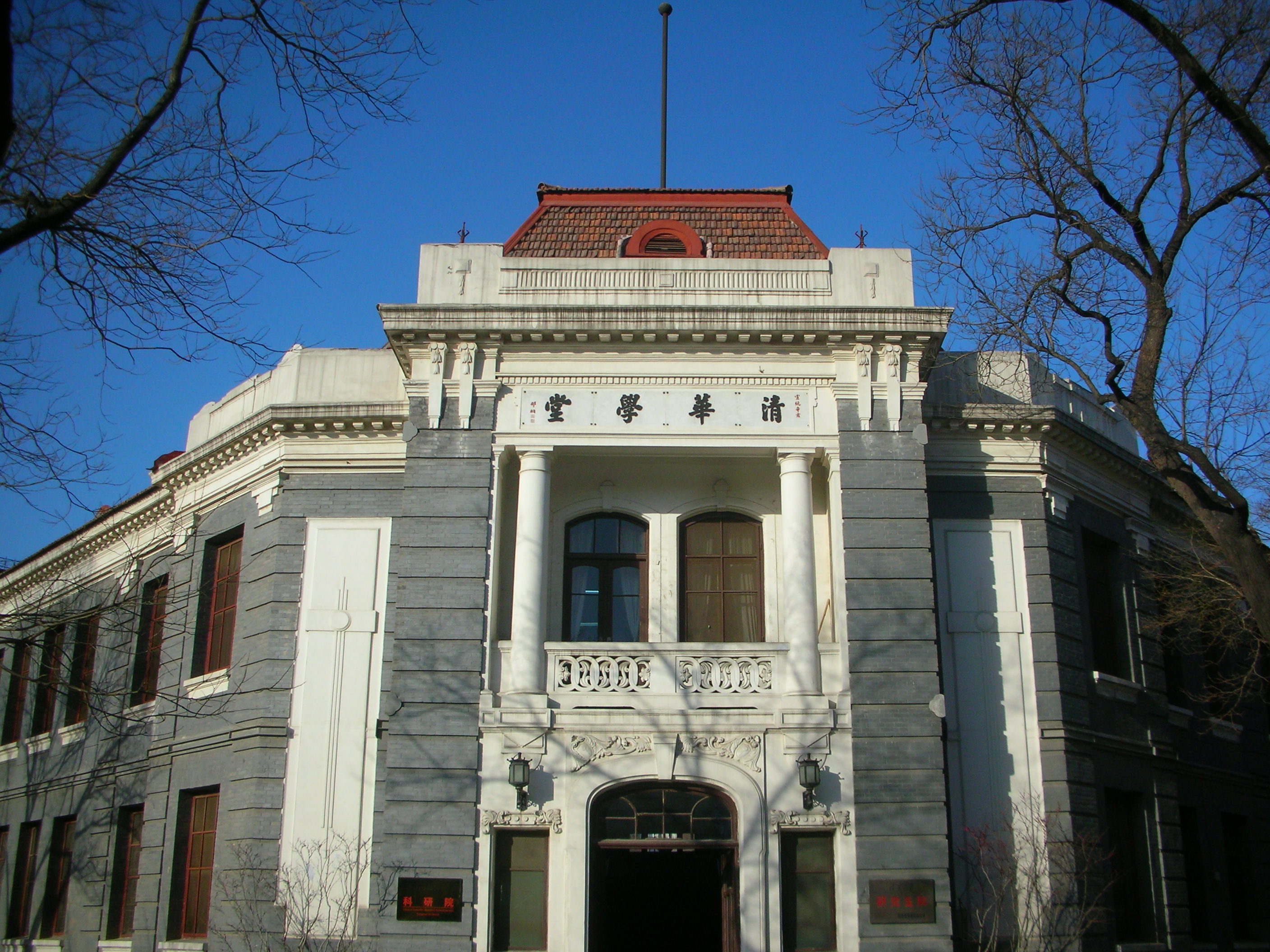
清华学堂，清华大学早期建筑之一

清华大学拥有百年历史，所在地清华园原为清康熙帝皇三子胤祉园林（熙春园）。1909年，清政府用美国退还的部分庚子赔款建立留美预备学校“遊美学务处”及附设“肄业馆”。1911年，改肄业馆为“清华学堂”，不久易名“清华学校”。1925年始设大学部。1928年，南京国民政府接管并建立“國立清華大學”。1937年抗日戰爭爆发后，清华与北大、南开三校南迁组建国立长沙临时大学，1938年迁至昆明，易名国立西南联合大学。1946年，迁回清华园复校。1948年，國立清華大學校舍為中国人民解放军接收，次年改為「清華大學」；國立清華大學則於1956年在臺復校。
1952年，中华人民共和国全国高校院系调整中，清华由全科性综合大学转为多科性工业大学，被誉为“工程师的摇篮”。文革期间，红卫兵运动从清华附中萌生，清华“井冈山”兵团联合各高校掀起文革群众运动浪潮，并因内部分歧引发北京最严重武斗。改革開放後，清华大学逐步恢复理科、人文社科、经济管理类学科，先后制定实施“211工程”“九五”“985工程”和“十五”规划，确定了“建设世界一流大学”的目标。百年校慶之後，制定“双一流”建设方案。

## 清华园前身

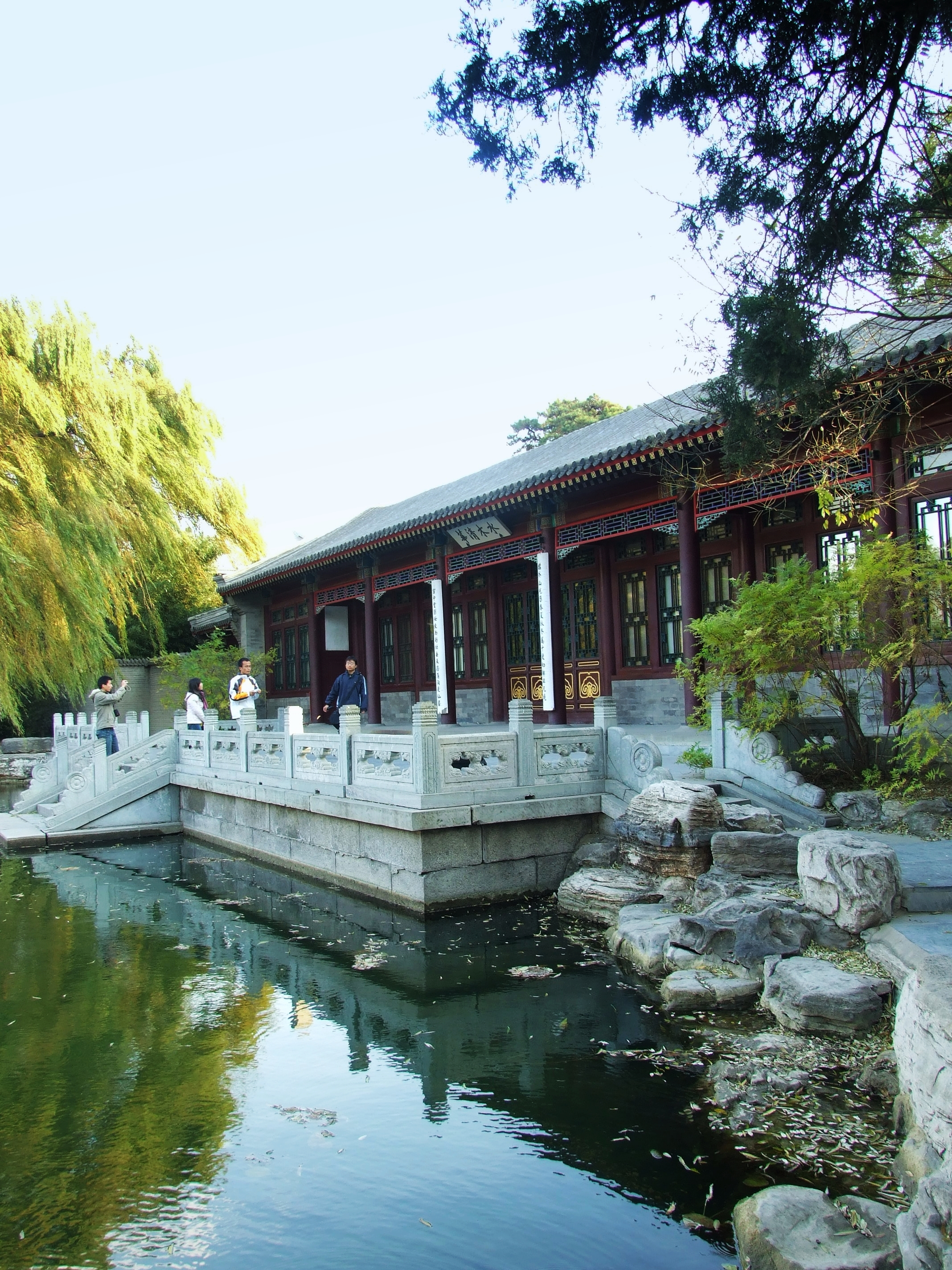
水木清华荷塘，明代即建楼阁、台榭

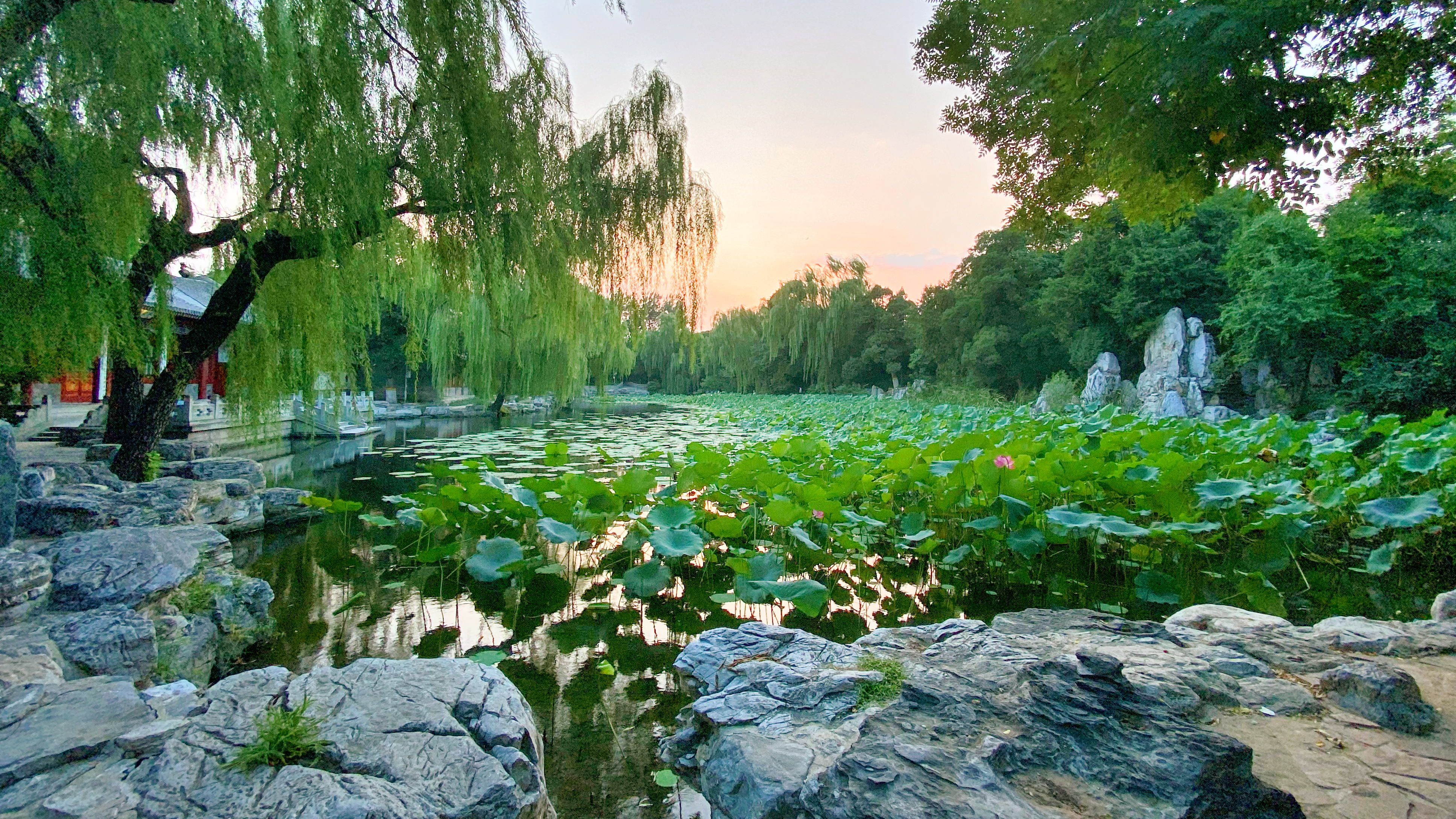
水木清华全景

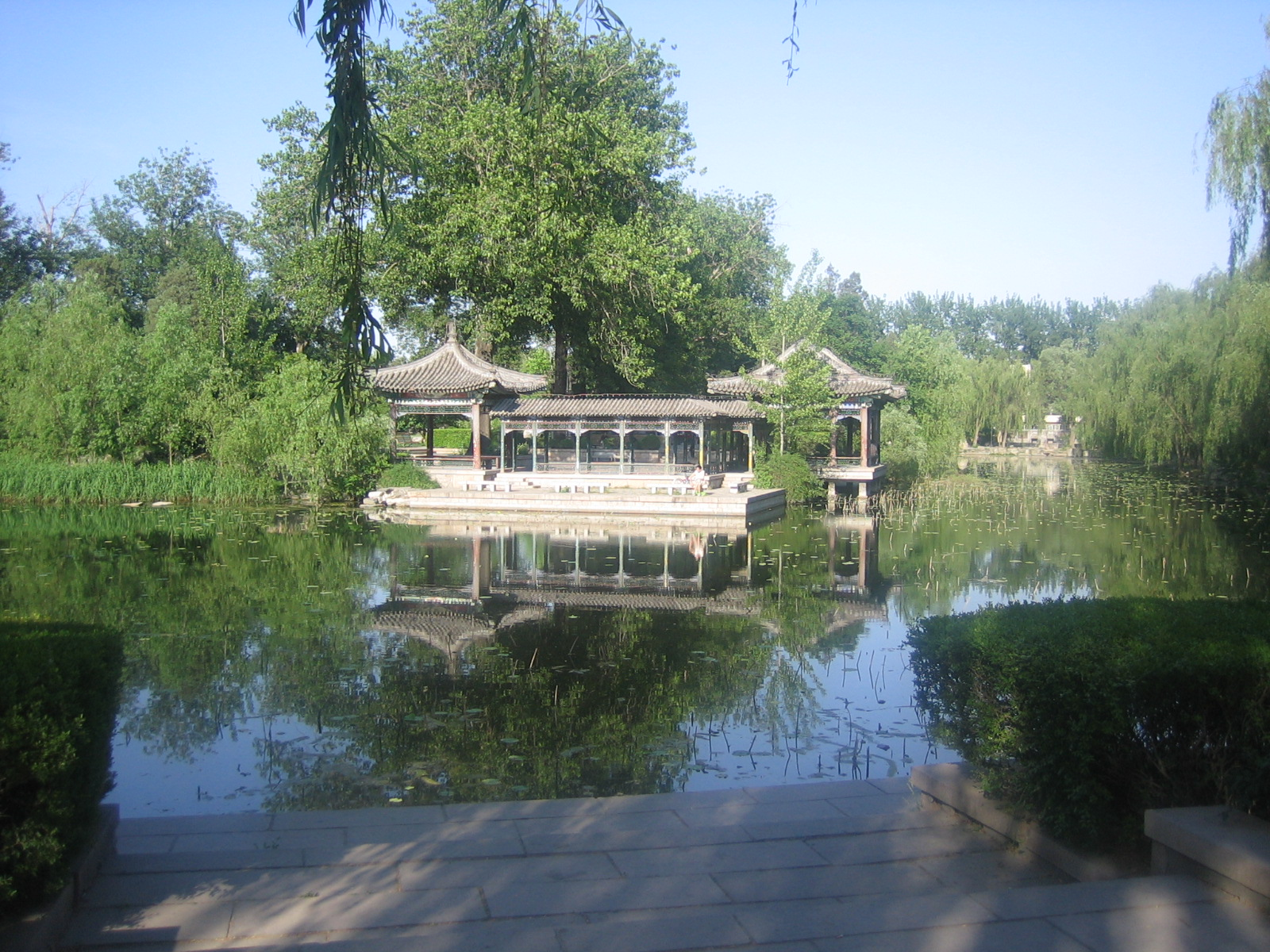
近春园

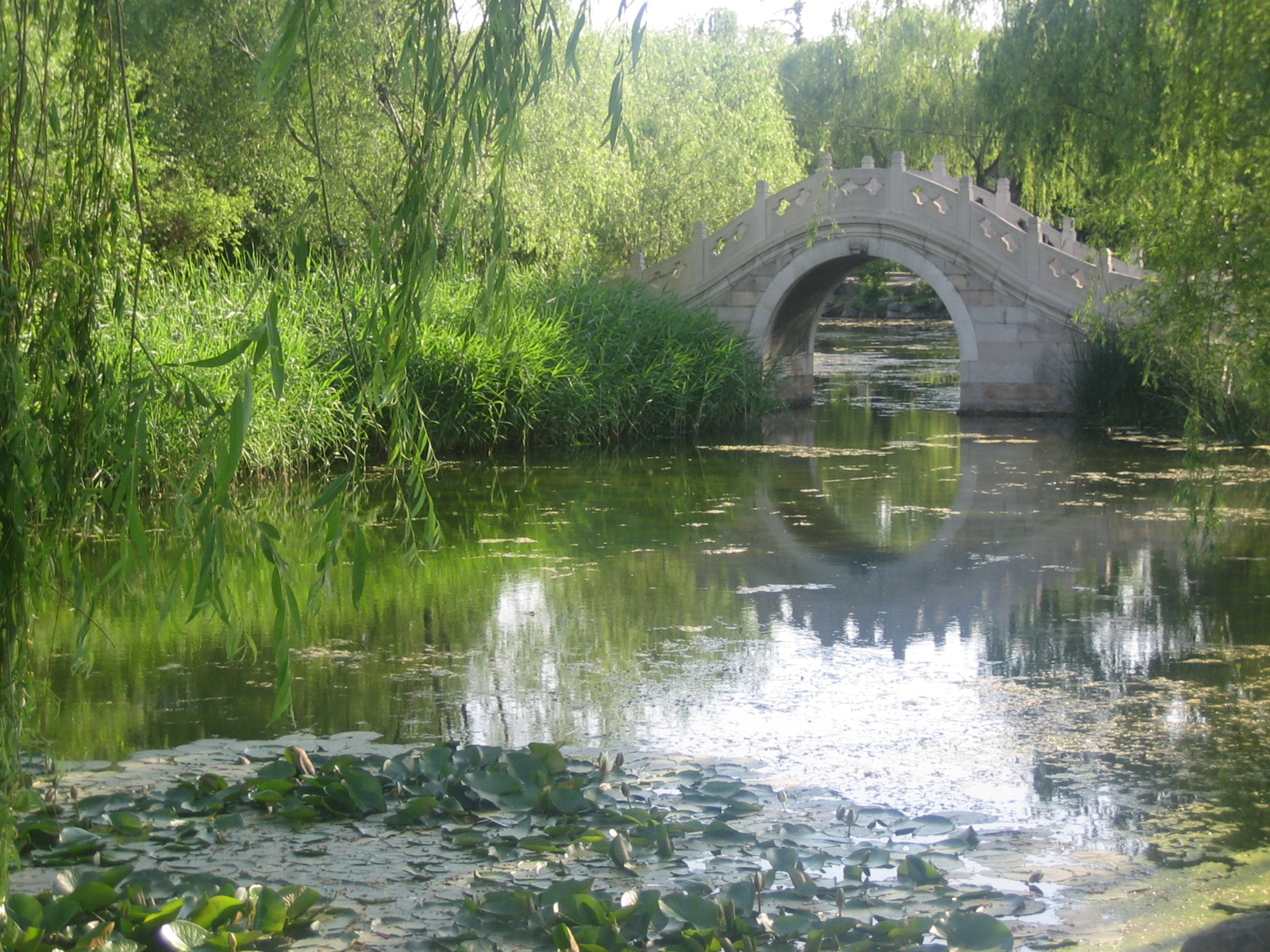
荷塘

1958年，清华大学东主楼建设时曾挖出汉墓，2008年修缮东区八饭厅时挖出迁葬墓志铭石碑，为“皇明诰赠荣禄大夫前军都督府同知原任诰封怀远将军锦衣卫指挥同知管南镇扶（抚）司少溪田公暨原配淑人赠夫人党氏迁葬墓志铭”，“皇明诰赠”表示为明朝皇帝所赐。明代万历年间，在今圆明园南、北京大学西位置，为神宗外祖父武清侯李伟建别墅，名为清华园，又名李园，曾有“京国第一名园”称号，旧址于清朝改建畅春园。
清华园前身为熙春园，始建于康熙四十六年（1707年）3月，初为康熙皇三子诚亲王胤祉的园林，为圆明园属园。道光二年，被一分为二，西为春泽园（后更名近春园），东为涵德园，分别授予皇四弟瑞亲王绵忻、皇三弟惇亲王绵恺。绵忻无子，皇五子奕誴过继于绵忻，继承熙春园，俗称“小五爷园”。皇四子奕詝继承帝位为咸丰帝，为五弟奕誴亲书匾额，改名为“清华园”。奕誴死后，长子载濂继承。庚子之乱时义和团曾集于园中设坛，事后载濂被削职，赐园为内务府收回，荒废。
清朝历史学家陈梦雷曾在描绘熙春园所写《水村十二景》中说：“村在城西北，河流环绕，榆柳千株。旧有监司建楼，其地俗呼‘一间楼’，后入贵戚，而台榭增设矣。”表明明朝监司在此建立“一间楼”，后为贵族购买。1860年，英法联军焚毁圆明园、长春园等，近春园遭到部分破坏，但核心区完好。1874年1月（同治十二年底），为庆祝慈禧四十大寿，同治帝拆毁近春园200余殿宇，木料用于重修圆明园，从而形成今日“荒岛”。
| 年代             | 西元年    | 名字   | 事跡或園子所有者                   | 事跡或園子所有者                   | 事跡或園子所有者                   |
| ---------------- | --------- | ------ | ---------------------------------- | ---------------------------------- | ---------------------------------- |
| 康熙四十六年     | 1707年    | 熙春园 | 初建，康熙皇三子诚亲王胤祉园林     | 初建，康熙皇三子诚亲王胤祉园林     | 初建，康熙皇三子诚亲王胤祉园林     |
| 康熙五十二年     | 1713年    | 熙春园 | 康熙帝在此过60大寿，题“熙春”园匾额 | 康熙帝在此过60大寿，题“熙春”园匾额 | 康熙帝在此过60大寿，题“熙春”园匾额 |
| 雍正八年后       | 1730年后  | 熙春园 | 归属康熙皇十六子庄亲王胤禄         | 归属康熙皇十六子庄亲王胤禄         | 归属康熙皇十六子庄亲王胤禄         |
| 乾隆三十二年     | 1767年    | 熙春园 | 乾隆帝弘历御园                     | 乾隆帝弘历御园                     | 乾隆帝弘历御园                     |
| 嘉庆元年         | 1796年    | 熙春园 | 嘉庆帝颙琰御园                     | 嘉庆帝颙琰御园                     | 嘉庆帝颙琰御园                     |
| 道光元年         | 1821年    | 熙春园 | 道光帝旻宁御园                     | 道光帝旻宁御园                     | 道光帝旻宁御园                     |
| 年代             | 西元年    | 名字   | 事跡或園子所有者                   | 名字                               | 事跡或園子所有者                   |
| 道光二年         | 1822年    | 涵德园 | 道光三弟惇亲王绵恺                 | 春泽园                             | 道光四弟瑞亲王绵忻                 |
| 道光八年         | 1828年    | 涵德园 |                                    | 春泽园                             | 绵忻卒，收归内务府                 |
| 道光十六年       | 1836年    | 涵德园 |                                    | 春泽园                             | 绵忻子奕誌及福晋                   |
| 道光二十六年     | 1846年    | 涵德园 | 绵恺嗣子、皇五子奕誴               | 春泽园                             |                                    |
| 道光三十年       | 1850年    | 涵德园 |                                    | 春泽园                             | 绵忻福晋、奕誌福晋                 |
| 咸丰二年         | 1852年    | 清华园 | 咸丰帝题匾额“清华园”               | 近春园                             |                                    |
| 咸丰十年         | 1860年    | 清华园 |                                    | 近春园                             | 奕誌嗣子、奕誴次子载漪             |
| 同治十二年前     |           | 清华园 |                                    | 近春园                             | 收归内务府                         |
| 同治十二年十一月 | 1874年1月 | 清华园 |                                    | 近春园                             | 同治帝谕令拆毁                     |
| 光绪十五年       | 1889年    | 清华园 | 奕誴长子载濂                       | 近春园                             |                                    |
| 光绪二十六年     | 1900年    | 清华园 | 载濂革爵，收归内务府               | 近春园                             |                                    |
| 宣统元年         | 1909年    | 清华园 | 划归游美学务处                     | 近春园                             |                                    |
| 民国二年         | 1913年    | 清华园 | 近春园、长春园等并入清华学校       | 近春园、长春园等并入清华学校       | 近春园、长春园等并入清华学校       |

## 清朝

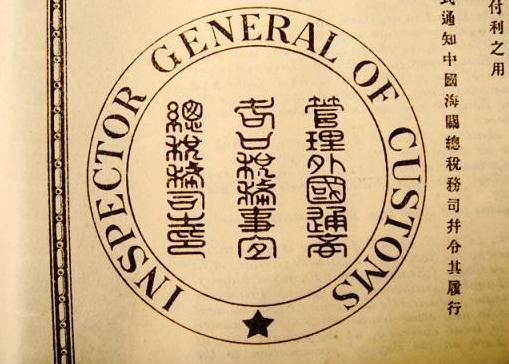
庚子赔款债券

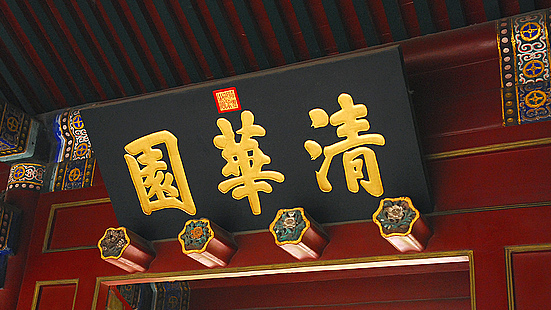
咸丰帝御笔亲书之清华园匾额，位于工字厅正门

清华历史源于1901年清政府与八国联军所签订辛丑条约中约定的庚子赔款。到1904年，各国谈判要求以金折算赔款，同时银价下跌，清廷需支付更多银两，财政极为困难。外务部于11月30日指示大清驻美公使梁诚与美国交涉用银赔款问题。继12月1日的第一次会晤后，12月5日上午，梁诚再次就用银赔款问题会晤美国国务卿海约翰，期间海约翰提出“美国所收庚子赔款原属过多”，两方协商并确定核减赔款。之后经过梁诚的努力沟通，老罗斯福於1905年5月2日同意重核，中间虽因粤汉铁路废约产生阻碍，但最终将商定减免赔款并将退还款项用于培养人才与赴美留学。1908年5月25日，美国国会同意将赔款处置权授予总统西奥多·罗斯福，12月28日，美國政府發布退款命令，並於1909年1月1日生效。当时对美国赔款折合24,440,778.81美元，年息4厘，罗斯福总统决定限定赔款基数为13,655,492.69美元，其余部分从1909年1月起逐年退还清朝 。后为纪念罗斯福总统对清华立校的贡献，新建立的西体育馆被命名为“罗斯福纪念体育馆”，并在面墙上铸其雕像。

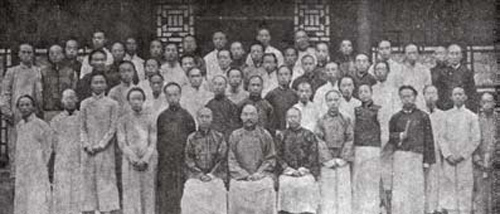
1909年第一期留美生

1908年（光绪三十四年）7月11日，美国关于核减赔款的公文由驻华公使柔克义送达清朝，外务大臣庆亲王答复为：“體會新近貴國總統希望鼓勵我國學生赴美入學校及求高深學問之誠意，並有鑒於以往貴國教育對於我國之成效，大清帝國政府謹誠懇表示此後當按年派送學生到貴國承受教育。”同日，清朝外务部致函美国公使馆，派遣唐绍仪作为特使赴美。函中称：“從賠款退還之年起，前四年清朝將次第派送100學生；迨4年終局，我國將有400學生在美，從第5年起，直至賠款完畢之年，每年至少派送50名學生”。

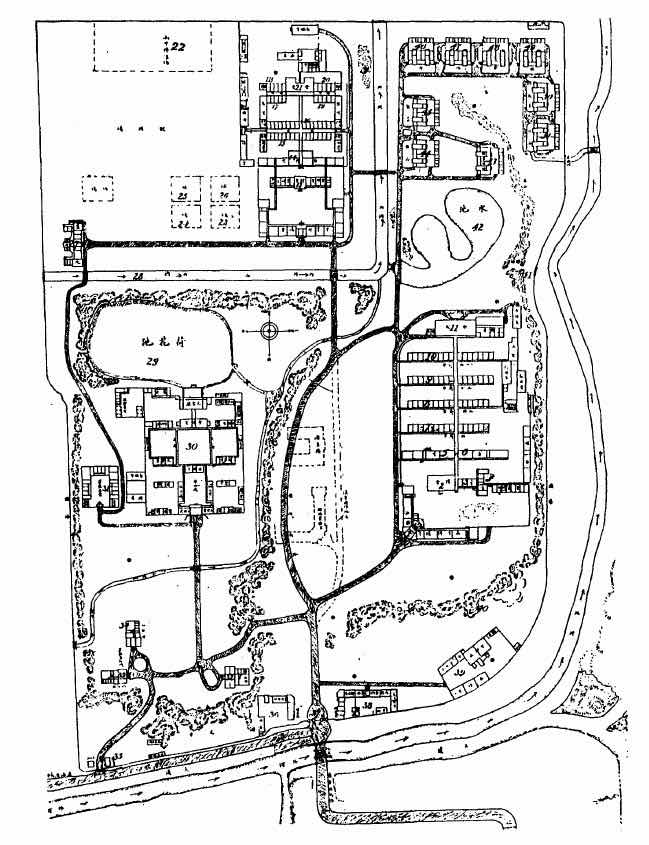
1909至1911年校园规划

1909年（清宣统元年），美国开始退还赔款。5月，美国公使馆照会外务部，派汉务参赞丁家立为代表负责留美事务。因美国大学9月即将开学，丁家立督促清政府：“急速选派，尚可及时。如再稍事稽延，则入学势必逾期”。5月29日，清政府外务部特派左参议周自齐处理留美事务。6月2日，外务部将《收还美国赔款遣派学生赴美办法大纲》奏折稿递交学部，并未获同意与上奏。两部来往咨函意见不同：外务部尚书梁敦彦等人主张招收幼年生（15岁以下）留美，便于英文学习；学部声称幼年生“国学既乏根基，出洋实为耗费”，主张招收中年人（30岁以上）留美。最終取折中方案後，學部才最後同意與外務部會同上奏。
7月10日（农历五月二十三日），外务部与学部共同上奏《外务部为拟定收还庚子赔款遣派学生赴美办法大纲事奏折》并于当日朱批获准，奏章中主张设立“游美学务处”并附设“肄业馆”。7月17日（农历六月初一），游美学务处正式建立。8月25日，外务部、学部正式札派了外务部署左丞、左参议兼学部丞参上行走周自齐 担任总办，由学部员外郎范源濂和外务部候补主事唐国安担任会办。同时，由驻美公使馆参赞容揆担任驻美学生监督。最初在北京东城侯位胡同内办公，后迁入史家胡同。
1909年9月，将西直门外“清华园”移交游美学务处建设肄业馆，奏稿称：“查有西直门外成府东北清华园旧址一区，方广约四百余亩，尚存房屋数十间，卉木萧疏，泉流映带，清爽高旷，于卫生最为合宜，且与京张铁道线路距离仅有半里，往来亦称利便”。外务部中堂那桐选定清华园作为肄业馆场地，经批准后，开始修理建筑，原计划1910年秋即可使用，不料工人罢工数月。期间建校门（现二校门）、修缮工字厅、建造一院（清华学堂西半部）、二院、三院、同方部、北院，以及校医院，先后于1911年前后竣工，建校时校园面积450亩（27公頃） 。
1911年2月，肄业馆改称“清华学堂”（全称为“帝国清华学堂”），由军机大臣那桐题写校名。3月，在宣武门内学部举行入学复试，录用全部468名学生。1911年3月30日（农历三月初一）举行暂行开学仪式（中等科），4月1日高等科开学，4月3日（星期一）开始上课，教师由基督教青年会从美国聘请，游美学务处同时也迁入工字厅办公。学堂招收高小毕业生，学制八年，“四四”学制（中等科四年，高等科四年），同年改为“三五”学制。清华学堂的正副监督由游美学务处总办周自齐，会办唐国安和范源濂分别兼任。10月，武昌起义爆发，举国震动，清政府挪用本年退还赔款弥补军费，导致清华学堂经费断绝，原定正式开学仪式取消，校方将仅余三千存款分发学生使之回家，11月9日起，学堂停课。

## 民国时期

### 清华学校时期

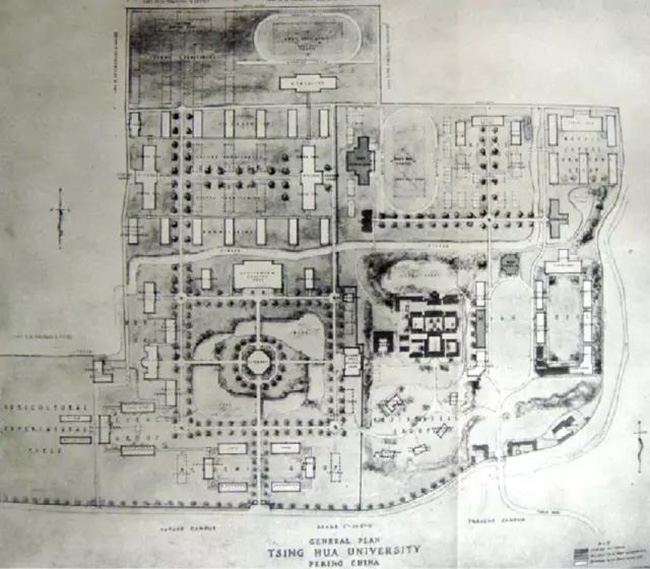
墨菲与丹纳的1914清華大學校園规划圖

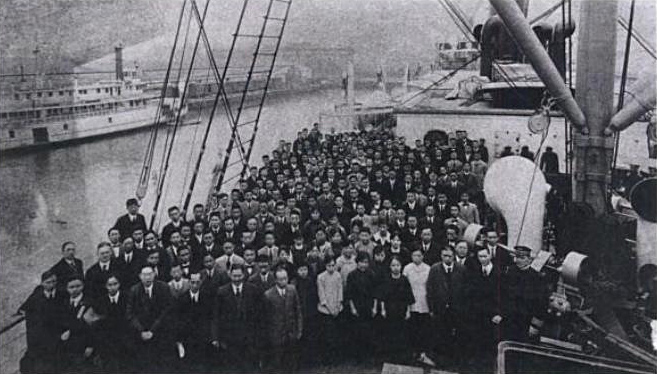
1918年清华学校全体赴美留学毕业生在上海登船时合影

辛亥革命后，清宣统帝退位，中华民国正式建立。1912年5月1日，清华学堂重新开课，返校学生仅360人，10月改名為“清华学校”。不久，游美学务处被裁撤，清華转为隶属外交部。10月，唐国安呈文外交部，将清华学堂改名“清华学校”。监督唐国安自然成为清华学校第一任校长，原教务长周诒春任副校长。此时期，在校生约为500人，教员最初为30余人（其中美籍教师约占其半），改办大学后教师增至50余人（美籍教师19人）。学校以“培植全材，增进国力”为宗旨培养“领袖人才”。学校为扩大规模，于1913年春请求将学校西边的“近春园”（俗称“四爷园”，道光帝赐第四子咸丰帝奕詝的皇家园林）并入，长春园东南隅、水磨村部分地段等亦一同并入。

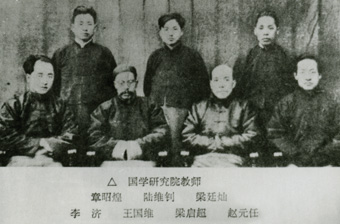
1925年，国学研究所教授合影

1913年3月初，唐国安校长病逝校内。外交部令周诒春继任，任内财政宽裕，能够设法扩充留美人数，增加在校生数，添置设备建筑等。学制重设为“四四”学制。而自1914年起，更間年選派專科女生10名（有時不足額）留美，由公開考試決定。1918年1月4日周校長以力微任重，勞頓成疾，懇請辭職，外交部批准。周詒春辞职后，清华校长更迭频繁。最初北京政府教育部任命范源濂为校长，但于1月6日被美国驻华公使反对，7日赵国材副校长请辞，被挽留并命其任代理校长。4月15日，外交部任張煜全（外交部参事秘书）为校长，7月1日到任。1919年12月23日，学生会举行成立大会，張煜全校长命巡警干涉，引起公愤，宣布罢课。1920年1月張煜全辞职，30日，外交部批准，并派羅忠詒继任，由于学生拒绝未上任。2月16日起，董事会主席嚴鶴齡代理校長。8月，外交部派金邦正（外交部参事）任清华校长。1922年4月18日，金邦正校长辞职，外交部派曹雲祥（外交部秘书）代理校长。1924年5月12日，曹雲祥被任命为正式校长。
曹校长在任约6年中，清华学术規模有了巨大突破，從中等留美預備學校過渡為綜合性大學，辦學目的也從从派遣留学逐步转为培养本国人才。1925年春成立清华学校研究院国学门（通稱國學研究院），聘請梁啟超、王國維、陳寅恪、趙元任、李濟等为导师。1925年5月，成立大學部，分文、理、法三院，並附設研究所。大學部招收的學生稱為新制生，而留美預備部學生為舊制生，至此，清華學校由留美預備部、大學部、國學研究院三個部分組成。至1926年，大學部共成立17個學系，包含中國文學系、西洋文學系、歷史學系、經濟學系、教育心理學系、物理學系、工程學系、體育學系、音樂系等。至此，清华改办大学的初步框架形成。然而此階段的清華發生了很大的變化。1927年6月，國學大師王國維憂憤國事，於北京昆明湖自殺，震驚全國。梁啟超亦因病離校就醫。同月教務長張彭春遭反對勢力攻擊而辭職，校園爆發「挽張去惡」風潮，學生遊行要求改造清華，曹雲祥校長被迫接受「教授治校」的治校原則。

1919年5月4日，五四运动爆发，北京城内十多所学校数千人示威游行。当日晚，高等科二年级学生闻一多写岳飞《满江红》贴至饭厅门口以示决心。5日，清华学生召开会议，一致通过三件事：（1）与北京学生采取一致行动，宣布从即日起罢课；（2）组织成立“清华学生代表团”；（3）派代表与北京各校联络，互通声气。7日，清华学生代表团成立，开始进行有组织演讲、联络、会见各国公使、致电巴黎和会等。9日，清华校内挂半旗，张贴标语，全体同学在体育馆举行“国耻纪念会”，会后在大操场焚烧校内日货。会上共同宣誓：“口血未干，丹诚难泯，言犹在耳，忠岂忘心。中华民国八年五月九日，清华学校学生，从今以后，愿牺牲生命，以保护中华民国人民、土地、主权，此誓。”6月3日、4日，清华组织“救国十人团”和18个宣传队进城开展演讲，3日，百余人演讲，40余人被捕；4日，160余人演讲，近百人被捕。学生运动获得北京、上海工人支持，开始罢市罢工。4日下午，北京政府迫于压力释放学生。“五四”运动后，更多新思潮涌入清华，促进了清华学生的觉醒。

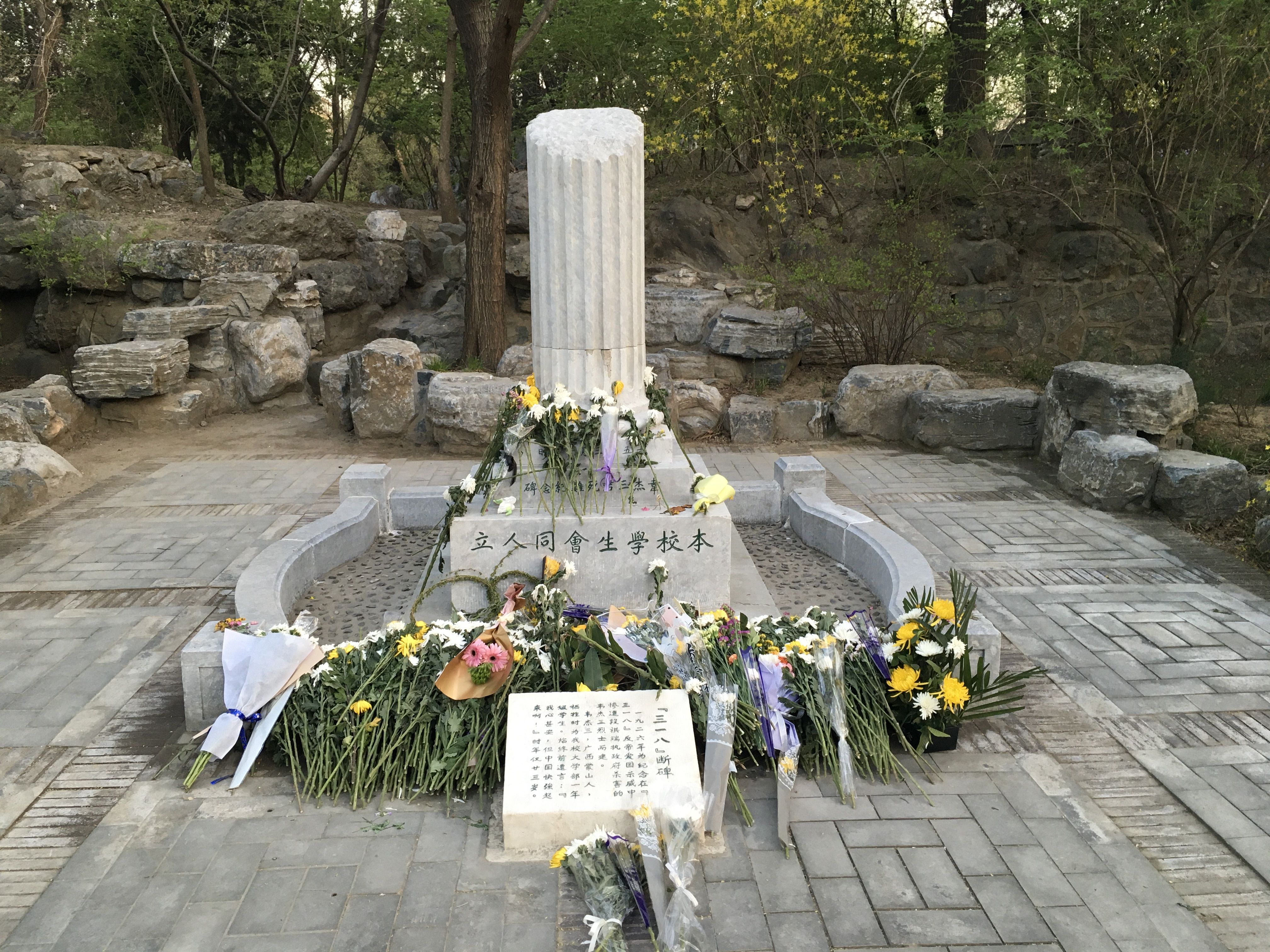
韋杰三君死難紀念碑

1926年3月13日，清华举行纪念孙中山先生逝世周年大会，邀请李大钊、陈毅来校演讲，鼓舞了同学的革命志气。3月18日，北京民众为反日本入侵而游行请愿，遭到段祺瑞政府打压，清华学生韦杰三牺牲，20余人受伤，是为三·一八惨案。
此期间，清华经费充足、园林优美，学习环境十分理想。1914年10月，美国建筑师墨菲与小丹纳为清华学校制定第一個校园规划，布置两个学校：八年制的留美预备学校和四年制的综合大学。1916年，一院（清华学堂）大楼向东扩建。同时期建成清华“四大建筑”：1916-1919年建图书馆、体育馆、科学馆，1917至1920年建成大礼堂，内外均采用西方古典形式，石板瓦坡屋顶、红砖墙身、园拱窗、花岗岩勒脚台阶，均有墨菲主持设计，建筑原料从国外进口，耗费百万余元。1911年到1928年，除工字厅外，建筑面积达45500平米，校园占地约为1200余亩。
学校对学生的要求极高，在1911至1921年间淘汰率高达32%。清华强调体育锻炼，让学生拥有强健体魄，自清华学堂初建即设立体操课，平时积极督促学生锻炼，午后有一小时“强迫运动”，关闭宿舍、教室、图书馆，由专门人员督促学生参与体育运动。在中等科开办必修童子军训练；在高等科开办必修军事训练（兵操），由西点军校毕业军官担任教官。要求学生毕业前必须通过五项运动最低标准（游泳、百码、跳高、跳远、掷铁球），如有一项不及格则扣发毕业文凭，取消出洋资格。1912年10月，北京学界运动会举行，清华、协和、汇文三校得分最高，故清华发起三校“三角运动会”，成为北京最早校际大赛。 1913年2月，清华派选手参加在菲律宾马尼拉举行的“第一届远东运动会”，开中国学校参加国际竞技之先河，其中潘文炳更获得个人总分第一。
学校不乏各界名人学者前来演讲，1914年11月5日，梁启超先生来校演讲，以“君子”为题勉励学子应当树立远大理想、培养完全人格。其引述《易经》中“天行健，君子以自强不息”及“地势坤，君子以厚德载物”勉励学子（之后自强不息、厚德载物被定为校训），还对清华学子以及厚望：“清华学子，荟中西之鸿儒，集四方之俊秀，为师为友，相蹉相磨，他年遨游海外，吸收新文明，改良我社会，促进我政治，所谓君子人者，非清华学子，行将焉属？”
清华学校的课程、教材等均仿照「美国学堂」，許多教师來自美国。1911年2月，共有17名美籍教师在清華执教，是清华第一批外籍教师，並承担大部分教学工作。外籍教師在清華主导教学工作，一直到大學部創立，許多清华留美生返校服务，中国教师才逐步取代了外籍教师的优势地位，成為教师队伍的主角。清华学校的体育、兵操、课外活动等大多模仿美国学校；学校的行政组织形式，比如董事会、评议会、教授会等，也是仿照美国。英语是校內通用语言文字。英国哲学家罗素访问清华时表示：「清华学校恰像一个由美国移植到中国来的大学校」。

### 国立清华大学时期

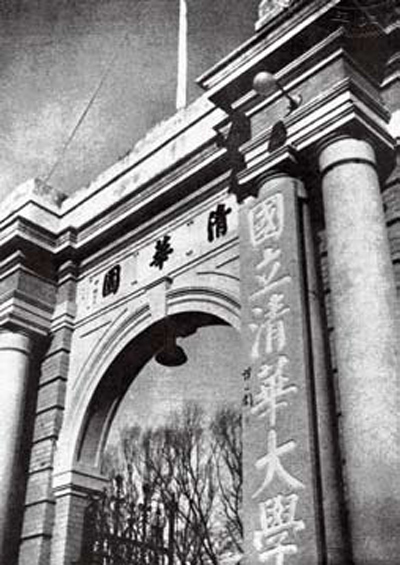
国立清华大学大门（今二校门）

1928年1月11日，曹云祥校长辞呈获准，严鹤龄再次代理校长职务，1月14日到任，4月6日即请辞。外交部派保定军警执法处处长温应星继任清华校長。此时期北伐成功，6月北京政府被驱赶，南京国民政府掌控北京，6月11日，国民政府大学院、外交部致电清华学校原教务长梅贻琦，令其代理校务。22日，学生会发布宣言呼吁改办清华大学。8月，大学院大学委员会举荐孙科任校长，孙科当即辞职；17日，南京国民政府会议批准由大学院院长蔡元培、外交部长王正廷议案，任命罗家伦为校长，29日，王正廷向罗家伦发布训令，任命其为“清华大学”校长。罗家伦、张奚若、钱端升起草学校规程，力争添加“国立”二字，9月5日大学院正式发布《国立清华大学条例》，18日，罗家伦宣誓就职并宣布国立清华大学成立，任职期间，罗家伦对学校组织结构大加整改。
原隶外交部的清华董事会隶属问题再次突显，大学院与外交部争夺清华管理权，最终会同管理，并合组董事会治理。后于1929年4月，经罗校长努力，董事会集体辞职，清华直属教育部。1929年4月30日，国民政府行政院决议，将清华基金转由中華教育文化基金董事會管理，“清華校務及游美學務基金保管委員會”在南京开会通过。1930年5月，中原大戰爆發，北平落入閻錫山之手，校內親閻錫山勢力醞釀“倒羅運動”，再加上羅家倫長期與學校師生意見不合，5月20日，清华学生代表大会提出“请罗家伦自动辞职”议案，22日，罗校长辞职离校。後閻錫山指派與其同為山西人的清華校友喬萬選為清華校長，但是遭到清華師生以反對军阀力量把持校政為由，拒絕喬萬選。6月25日，喬萬選企圖以武力接收清华，清华学生护校纠察队率领学生阻挡，並迫使乔万选签字保证“永不任清华校长”。清華校務暫由校務會議維持，清華進入長達十至十一月的無校長時期，期间主要为叶企孙、冯友兰负责。

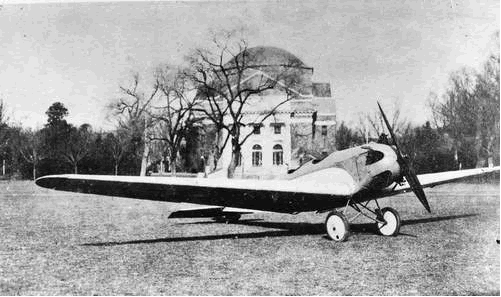
停在大礼堂前的单翼教练机
1936年航空工程组殷文友、张捷迁设计

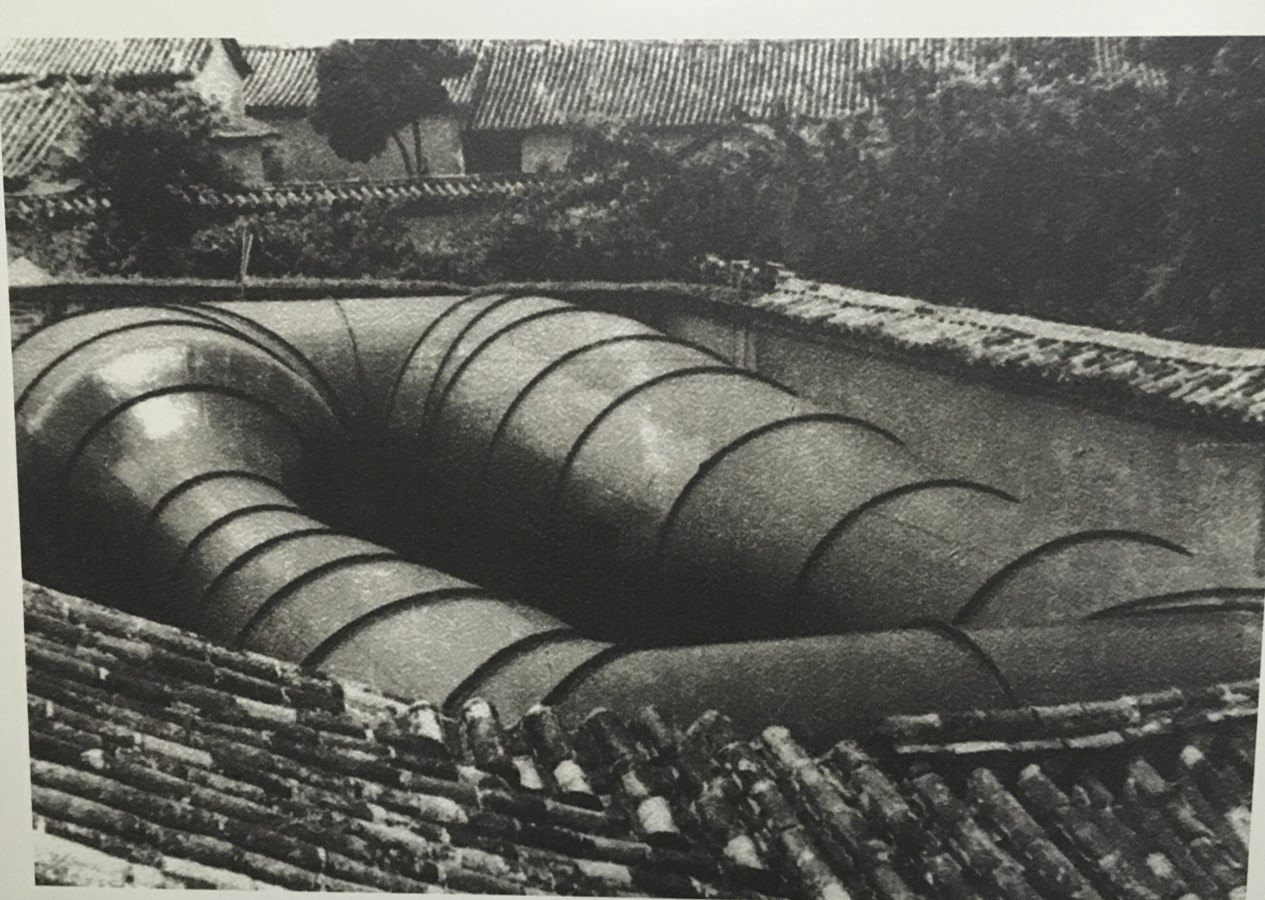
第一個航空風洞

1931年4月3日，國民政府教育部训令任命吳南軒为校长，16日到校，20日宣誓就职。后因“独揽大权、蔑视教授人格”被教育部质问，于6月请辞并断绝学校资金、暗示武力解决。学生会召开全校学生紧急大会，斥责吳南軒，成立护校委员会。教授会成立校务维持会向教育部请愿。7月3日，教育部迫于压力，批准吳南軒离校，委派翁文灝代理校務。9月24日，教育部电准翁文灝因事请假，由叶企孙代理校务。由教育部长李书华推荐，10月14日，教育部训令任命梅貽琦（时任清华留美学生监督处监督）为校长，12月3日归国到校就职，在校長就職典禮上提出“所謂大學者，非謂有大樓之謂也，有大師之謂也”的理念，此理念對清華有著深遠的影響。
梅貽琦校長終能獲得清華師生的充分支持，在任期间長達17年，為清華最久任的校長，且对学校建设贡献巨大，确定了其著名学府之地位，而梅貽琦也因此被稱為清華永遠的校長。他的办学理念“所谓大学者，非谓有大楼而谓也，有大师而谓也。”的阐述广为推崇。此時期，梅校長大力延聘名師，讓此時的清華園名師雲集，如文學院的馮友蘭、朱自清、聞一多、陳寅恪、吳宓、金岳霖等；理學院的葉企孫、吳有訓、周培源、陳省身等；法學院有陳岱孫。在治校理念上，確立了“民主治校原則”，也稱為“教授治校”，清華的教授會、評議會、校務會以及各種專門委員會，多由教授擔任，讓教授能積極參與學校事務。
从1928年至1936年期间，学生大量增加，不算研究生的話，學生人數从400人增长到1223人，并于1928年秋首度招收女生15名，并逐步增加到100名以上，还拥有美国、英国、德国、日本等国的留学生20余人。由于报考人数激增，入学录取率依旧下降，从23.1%下降至8.2%，竞争激烈。学校考试严格，淘汰率很高，平均淘汰率为27.1%，理学院和工学院甚至接近70%，学生学习格外刻苦紧张。由于清华学生学习较好、外语水平较高，就业出路较为宽阔：出国留学、政府机构或私人企业、中学老师、改行，其中较多毕业生成为教职员工，占34%。至1929年夏，最后一批留美生出国，结束留美预备部。1933年，教育部令清华大学从全国招考“留美公费生”，最初招3届，每届25人，后决定续招3届，每届20人，却于1937年停止。故共举办4届，录取93人，其中清华毕业生39人。留美公费生由清华留美经费拨付费用，一般留学两年。自1935年起，留美之前还将在国内考察学习半年至一年。
学校强调“通才教育”，文学院培养“知识广博”“中西兼重”，理学院和工学院注重基础研究，法学院则更重视与国计民生的联系和实践。学校重视科研，至1935年6月共设立10个研究部（全国共27个），又相继成立几个特种研究所。此时期，学校培养大量优秀杰出人才，并在航空、算学、物理、化学、农业、文学、历史等各领域成为全国学术中心之一，並產生許多科研成果，挼在在自然科學方面，熊慶來的熊氏無窮數、孫光遠對微分幾何的研究、吳有訓對X射線的研究、趙忠堯對γ射線散射的研究、周培源對流體力學湍流的研究、黃子卿在等張比容測定的研究等，在當時都是中國一流研究；在工程方面，機械系教授王士倬建造了中國第一座航空風洞；人文方面，朱自清的散文、聞一多在《詩經》、《楚辭》的研究、俞平伯關於《紅樓夢》的研究、王力在聲韻學、訓詁學的研究等，在學術界影響深遠。

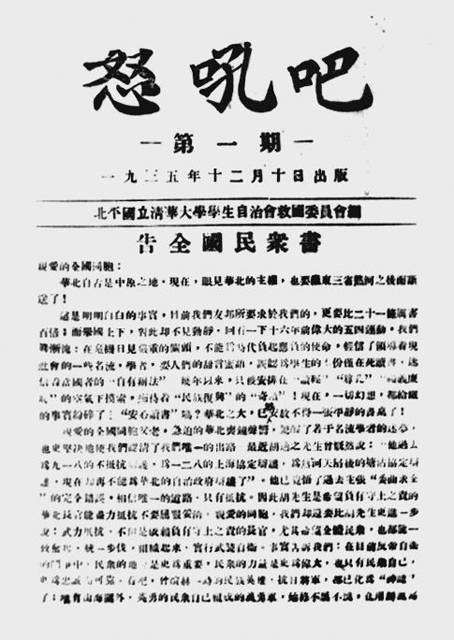
告全国民众书

1935年秋，在日军危及华北之时，部分清華學生成立北平国立清华大学学生自治会救国委员会。12月6日，北平学生自治会联合发表了《北平各校通电》，号召抗日。蒋南翔草拟清华大学救国委员会《告全国民众书》，喊出：“华北之大，已经安放不得一张平静的书桌了！”。12月9日，一二·九运动爆发，清华学生赶往西直门与燕京等校学生会合进行游行，高呼“打倒日本帝国主义”“停止内战、一致抗日”等口号。12月16日，更大规模游行展开。次日，美国《纽约先驱论坛报》头版头条刊登报道：“5000中国人奋起反对日本统治，警察击倒60——北平学生被打，‘贞德’被捕”，其中将清华女学生陆璀誉为“中国的贞德”。1936年2月19日，參予學生運動的救國會與學校教授會為了上學期期末考試補考問題發生對立，教授集體辭職。22日，由學生會與用功讀書學生組成之護校團發起挽留教授。23日，梅校長自南京回校，處分救國會帶頭分子，並慰留所有教授。29日，冀察政務委員長宋哲元派兵進入校園逮捕二十一名左派學運學生，後經校方多方奔走，獲得保釋。12月，西安事變爆發，校園左右派學生對立。28日，由潘光旦教務長宣佈解散校園一切學生運動。

### 长沙临大、西南联大时期

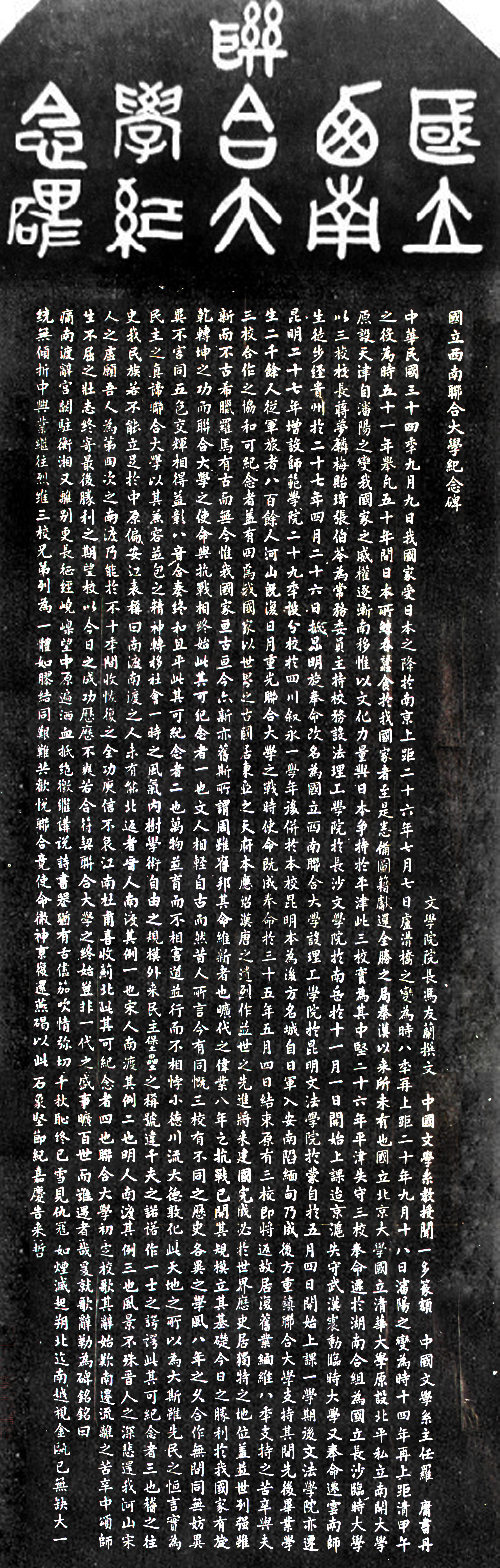
国立西南联合大学纪念碑

1935年，北平的局势日益危急。为了防止突发的不利情况，清华大学秘密预备将学校转移至湖南长沙。当年学校拨巨款在长沙岳麓山山下的左家垅（今址为中南大学）动工修建一整套的校舍，预计在1938年即可全部完工交付使用。1935年冬，清华大学又从清华园火车站，连夜秘密南运几列车图书、仪器等教学研究必需品到湖北汉口暂时保存，随时可以运往新校址。
1937年7月7日，卢沟桥事变，抗日战争全面爆发，至28日北平沦陷。8月，清華大學奉令與北京大學、南開大學在長沙合組「國立長沙臨時大學」，任命蔣夢麟、梅貽琦、張伯苓三校長為臨大校務委員會常務委員，共同治理校务。10月25日，臨大开学，11月1日上课，设4个学院17个学系。至11月20日，在校生共1452人，其中清华631人，教职员共148人，其中清华73人。
1938年1月，南京被日軍佔領，中華民國政府遷都重慶，武汉危急，学校不得不远迁雲南昆明。2月，第一學期結束後，器材書籍已陸續分批運往昆明，全校師生分海陸三途進入雲南：一、海路：女同学和体弱男同学，自長沙乘粵漢鐵路至廣州，以廣州珠江對岸之嶺南大學為招待站，然後分批自廣州乘船经香港、安南（今越南）海防，再由滇越鐵路，分3日抵達昆明。二、陆路（桑东旅行团）：沿湘桂公路到桂林，经柳州、南宁、安南入滇。三、陆路（湘黔滇旅行团）：派陸軍中將黃師嶽擔任團長，率領284名男生、11名教师、几名教官与医生，於2月19日自長沙出發。由長沙至湖南益陽搭船，再由益陽步行經過湘西常德抵達沅陵，由沅陵经芷江到晃縣乘卡車快速通過，再穿越雲貴高原（贵阳、平彝、曲靖），直達昆明。长途跋涉3000余里，於4月28日抵達，歷時68日，实际步行40天。
1938年4月2日，教育部转知：奉行政院命令，并经国防最高会议通过，更名为“国立西南联合大学”。西南聯大领导行政体系沿袭長沙臨大，并依据照國民政府1938年颁发《大學組織法》施行。设置常务委员会为最高权力机构，由清华校长梅貽琦任主席。由于北大校長蔣夢麟和南開校長張伯苓同时在重慶任职，而梅贻琦常駐昆明，则成为实际管理者。1938年5月4日，国立西南联合大学在昆明、蒙自兩地開課，其中文、法兩學院在蒙自上課。8月23日，文、法學院遷回昆明，不久新設師範學院。9月28日，日军飞机轰炸联大教职员宿舍。1939年10月4日，各学院集中至新校舍后开学。。

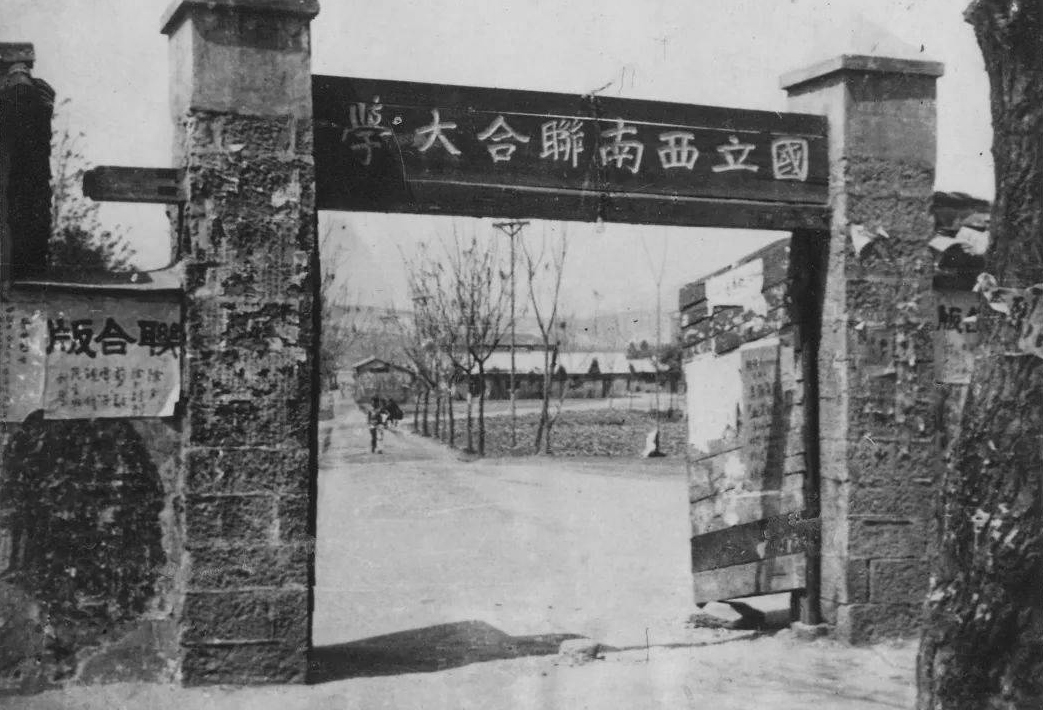
国立西南联合大学校门

1940年日軍攻入越南，西南联大准备前往四川，在四川敘永暫設分校。一年級新生及先修生在分校上課。次年夏，局势稳定后，敘永分校結束。1941年，30余学生应征翻译，为飞虎队服务；1941至1943年有12名聯大學生被錄取為空軍飛行員；1942年，部分学生参与中国远征军入缅作战；1943年至1944年，400多学生应征对日作战翻译；1944年，日军直逼贵阳、重庆、昆明，国民政府发动青年从军运动。12月8日，联大200多名从军学生参加印度远征军，大部分在印度阿萨姆邦密支那的兰伽（Ramgarl）学习汽车驾驶，隶属辎重兵14团。
西南联大期间，三校师生以“刚毅坚卓”的校训为指导，在条件极其艰苦的情况下开展教学、科研工作。由于清华拥有庚款，战前抢运了不少图书、仪器设备，因此对联大贡献较多。由于北大并无工学院，南开仅有化学工程系，因此联大工学院基本上为清华工学院的延续。联大规章制度也基本沿袭清华制度，时任联大经济系主任陈岱孙曾总结：“西南联合大学校内领导体制和清华大学有相似之处。清华大学的领导体制，在西南联大期间，仍然发挥作用，制度的延续性并没有中断。”
西南联大期间，清华还单独设立清华大学昆明办事处、清华大学研究院、清华特种研究所。研究院自1939年起逐渐恢复，设有文科、理科、法科3个研究所共12个学部，招收研究生。特种研究所为利用庚款基金利息单独举办，包括农业、航空、无线电、金属、国情普查五个研究所。1934年成立农业研究所，1936年于南昌成立航空研究所，1937年于长沙成立无线电、金属研究所。之后均前往云南昆明并成立国情普查研究所。其中航天、无线电、金属研究所均直接服务军事研究，研制军用飞机、军事通信，研制出中国第一个电子管。抗战胜利后，各研究所并入相关各系。

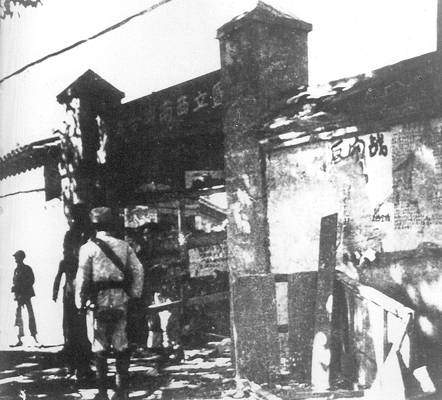
一二一事件

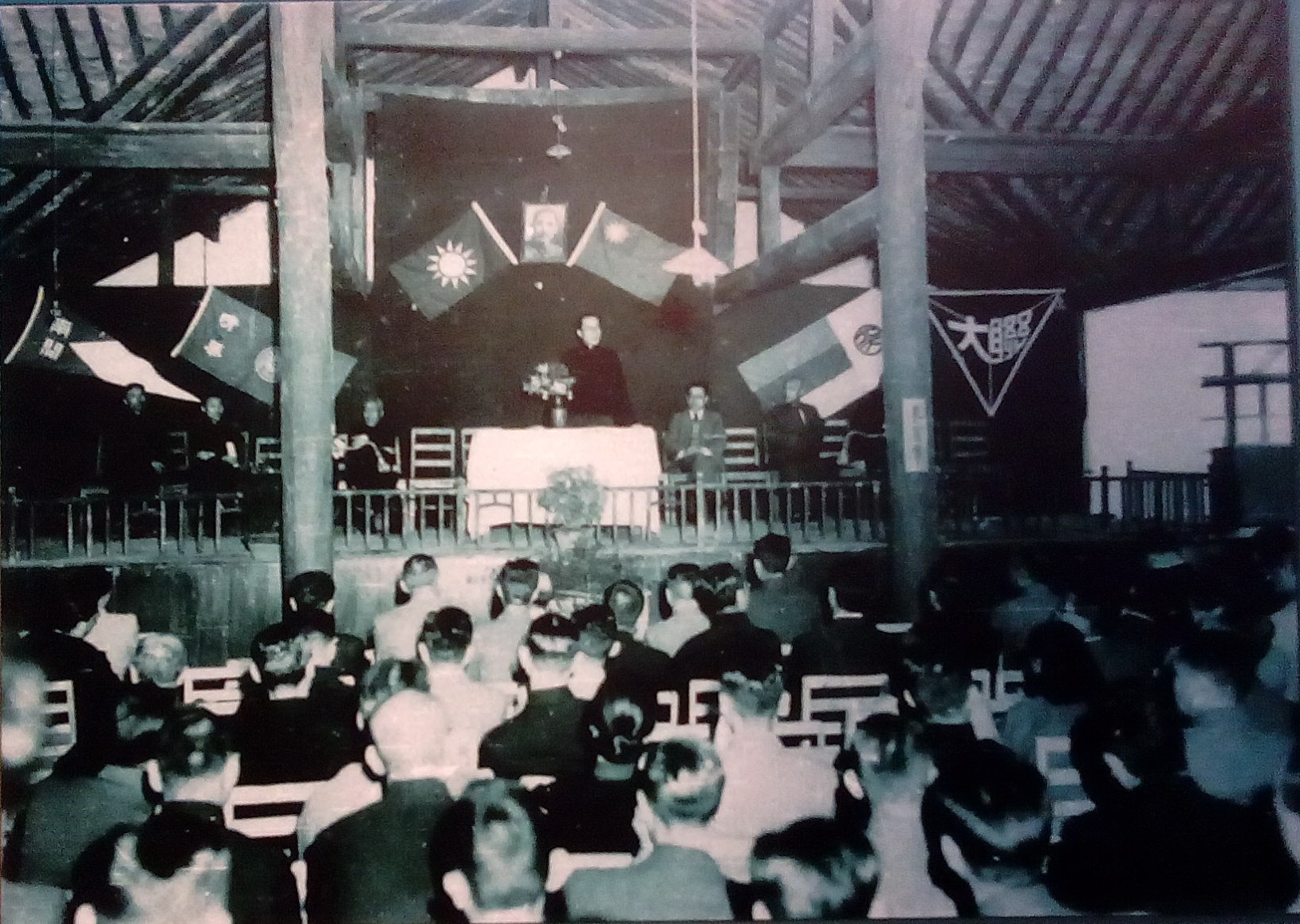
1946年5月4日，西南联合大学举办结业典礼，正式宣告结束

日本占领期间，清华园遭到严重破坏，建筑物40%以上损坏，各类设备全部损坏，未南迁图书八成被损。1937年7月29日，北平失陷，清华园陷落，少量滞留教职工成立清华大学保管委员会保护学校。1938年9月开始，日军开始强行搜查、抢夺清华物资。10月13日，日军牟田口部队强占校园。1939年春，日军野战医院152病院进驻清华园。占领期间，以各系馆为伤病住房，以图书馆为治疗室、手术室，以体育馆为马厩，以新南院为妓馆，残酷屠杀留守教职工。
1945年11月25日，联大、云大等4校学生自治会组织6000多人，在联大校舍草坪举行反内战时事晚会，钱端升等教授演讲。国军第5军士兵在墙外鸣枪威胁，并有人员切断电源扰乱会场。后引起昆明学校联合罢课，学生呼吁停止内战、组件联合政府。12月1日，在国民党党务主任李宗黄、云南警备总司令关麟征、第五十五军军长邱清泉带领下，军政部第二军官总队百余人袭击联大、云大等校，炸死4人，重伤25人，即为“一二·一”惨案。之后，罢联举行更大规模抗议活动，各校罢课、罢教、罢工。

### 国立清华大学复员时期

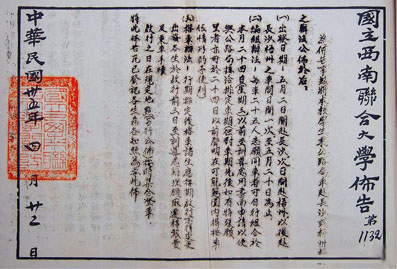
国立西南联合大学有关三校复校的布告

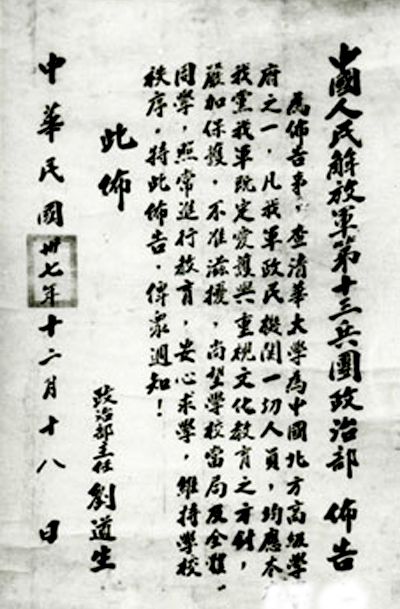
中国人民解放军第十三兵团政治部布告

1945年8月，日本投降，三校开始准备复员。10月27日，陈岱孙前往接收清华园校舍并开始组织修缮。1946年5月4日，联大结束，三校复员。10月10日，清华恢复上课。清华在战争伤痕下努力恢复发展，到1948年，校园面积扩大到1600多亩。相比战前扩充了农学、人类学、气象学、法学、航空工程、化工、建筑等院系。但由于战争动荡、经济崩溃，学校教学和学术研究只能勉强维持，众多研究所未能招生。
1948年3月28日，华北学联举行平津同学万人营火晚会，成立华北院校自治会保卫自治权利联合会，后被当局查禁。之后各校开始罢课、罢工。4月11日，由特务组成的“北平市民反罢课清共委员会”暴力攻击北大、师院，宣称“下乡清共”“捣毁清华、燕大”。清华教授会宣布罢教，900余名学生组织纠察队保卫清华校园。5月30日，华北12院校学生在北大民主广场举行“反对美国扶植日本，纪念‘五卅’大会”。6月4日，美国驻华大使司徒雷登声明：“此举对中美间的传统睦谊有严重的损害，倘若继续进行，可能致不幸之结果”，美国驻上海总领事卡宝德说中国学生是受美国“恩惠”得到教育，连日常所需粮食也是依赖美国的慷慨施舍。6月17日，清华大学包括吴晗、朱自清等110名教师发表声明拒绝美援平价面粉。
1948年11月24日，在中国人民解放军的进攻压力下，国民政府教育部督学来北平与清华、北大校长商谈“迁校”事宜。并于12月14日、15日派专机接走清华5位老师。12月13日，解放军从南面进军至北京西郊，绕开圆明园古迹和清华、北大，从万寿山以西绕行，并于次日占领丰台。时任中共中央主席毛泽东于15日凌晨2时加急电令指示：“请你们通知部队注意保护清华、燕京等学校及名胜古迹等”。解放军與國軍肉搏戰於學校牆外，不久國軍退守城內。15日，解放军进驻海淀镇，清华园成为最早被解放军占领并宣告解放的國立大學。12月18日，解放军第13兵团政治部在清华大学西校门及体育馆前张贴布告，称：
為佈告事：查清華大學为中國北方高級學府之一，凡我軍政民機關一切人員，均應本我黨我軍既定愛護與重視文化教育之方針，嚴加保護，不准滋擾，尚望學校當局及全體同學，照常進行教育，安心求學，維持學校秩序。特此佈告，俾眾週知！

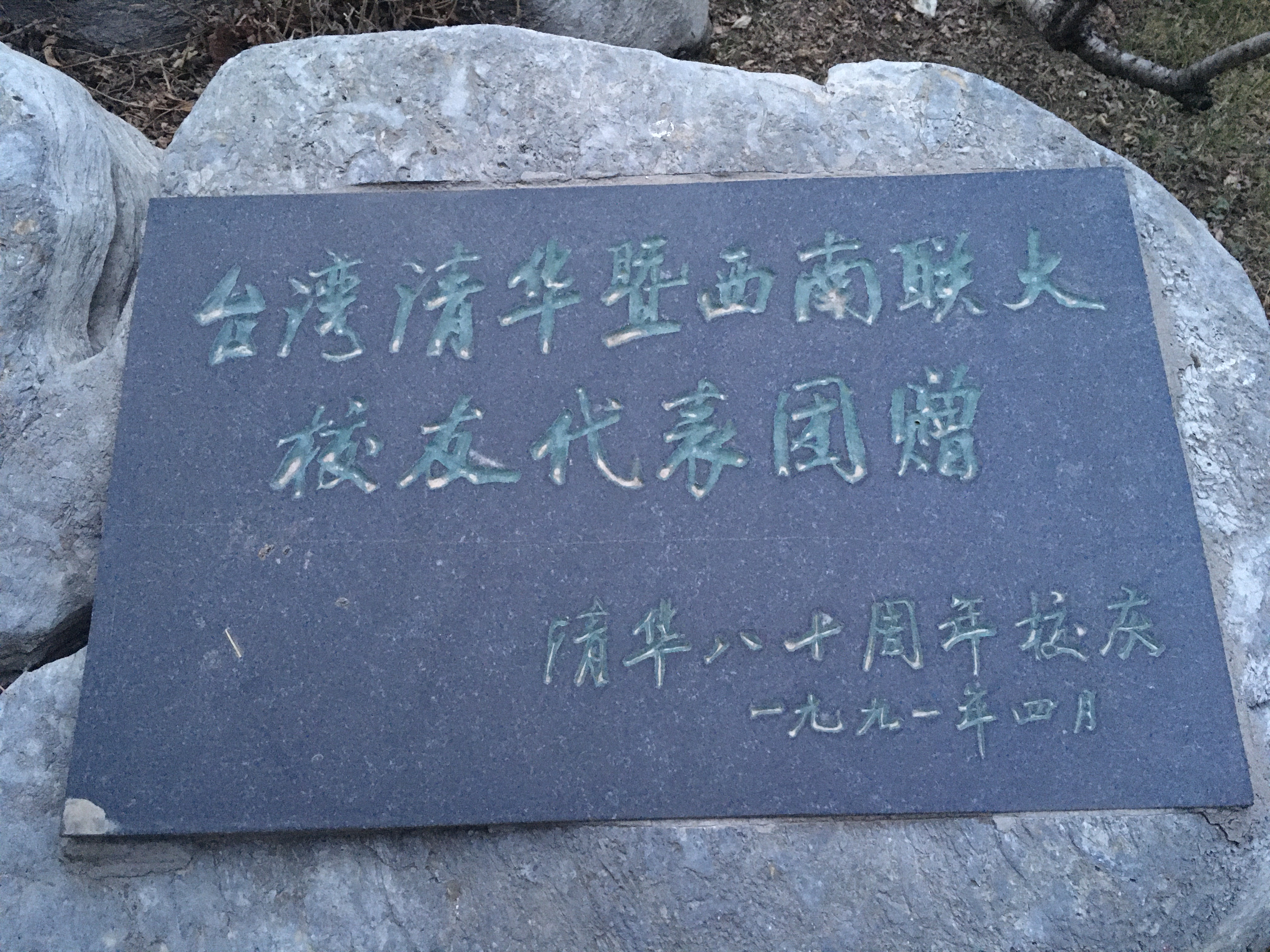
台灣清華暨西南聯大校友代表團贈紀念碑

梅贻琦校长于12月14日因公入城，由于北京城内外交通中断，留在城内。21日，国民政府派飞机运载梅贻琦等人前往南京。12月17日，第95次校务会议推举冯友兰为校务会议临时主席，代理主持校务。19日，国民政府飞机空袭清华园，落炸弹4枚。1949年1月10日，清华大学被北平市军管会接管。1949年后，包括校长梅贻琦在内的部分人员随国民政府迁往台湾。清华园及大部分员工、学生归属中央人民政府教育部，更名为“清华大学”。台湾新竹的国立清华大学于1955年由梅贻琦校长主持建立，次年由中华民国政府批准“在台復校”，沿用原校名。
从1980年代开始，两校各项交往日渐频繁；1991年兩岸清華80週年校慶時，在陳省身的建議下，兩岸清華第一次正式官方往來；2001年两岸两校共庆90周年校庆，并于2011年百年校庆前后逐步开展各类教学科研合作与文化交流，“一笔写不出两个清华”。

## 共和国初期

### 1949至1951年
1949年1月10日，清华大学正式被北平市军管会接管，次日撤销训导处。清华同学组织上千人参加的“迎接解放人民服务委员会”开展宣传工作。1月31日，众多清华学生迎接华北野战军进入北平，2月12日，参与天安门广场十万人参加的“庆祝北平解放群众大会”。3月1日，在清华大礼堂举行了新民主主义青年联盟全体盟员大会，3月15日成立清华新民主主义青年联盟代表大会和新民主主义青年团筹委会，成为全国第一个新民主主义青年团基层组织。5月4日，成立清华大学校务委员会，任命物理学家叶企孙为校委会主席，主持校务。

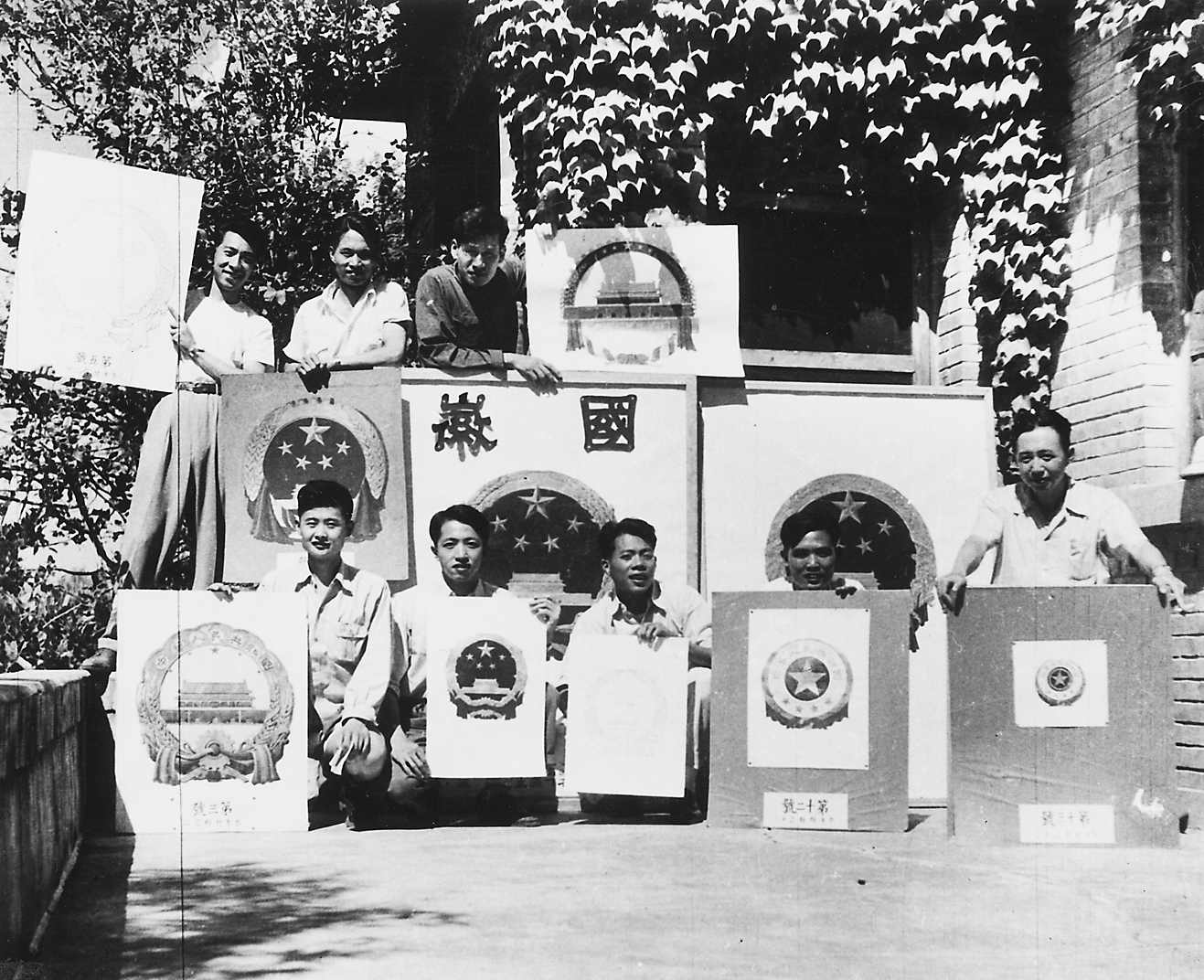
清华大学国徽设计组成员和各类设计方案合影

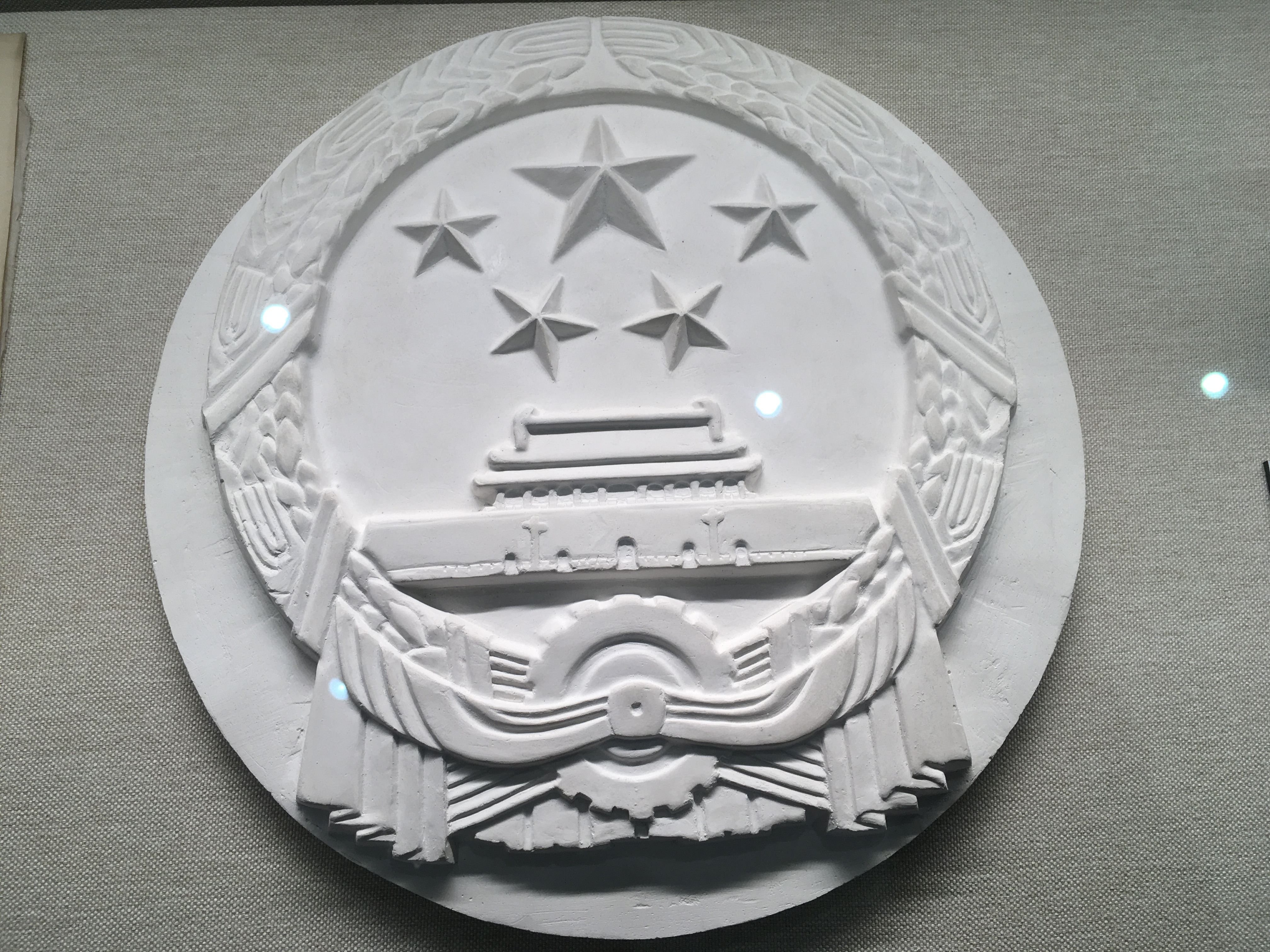
清華設計國徽模型

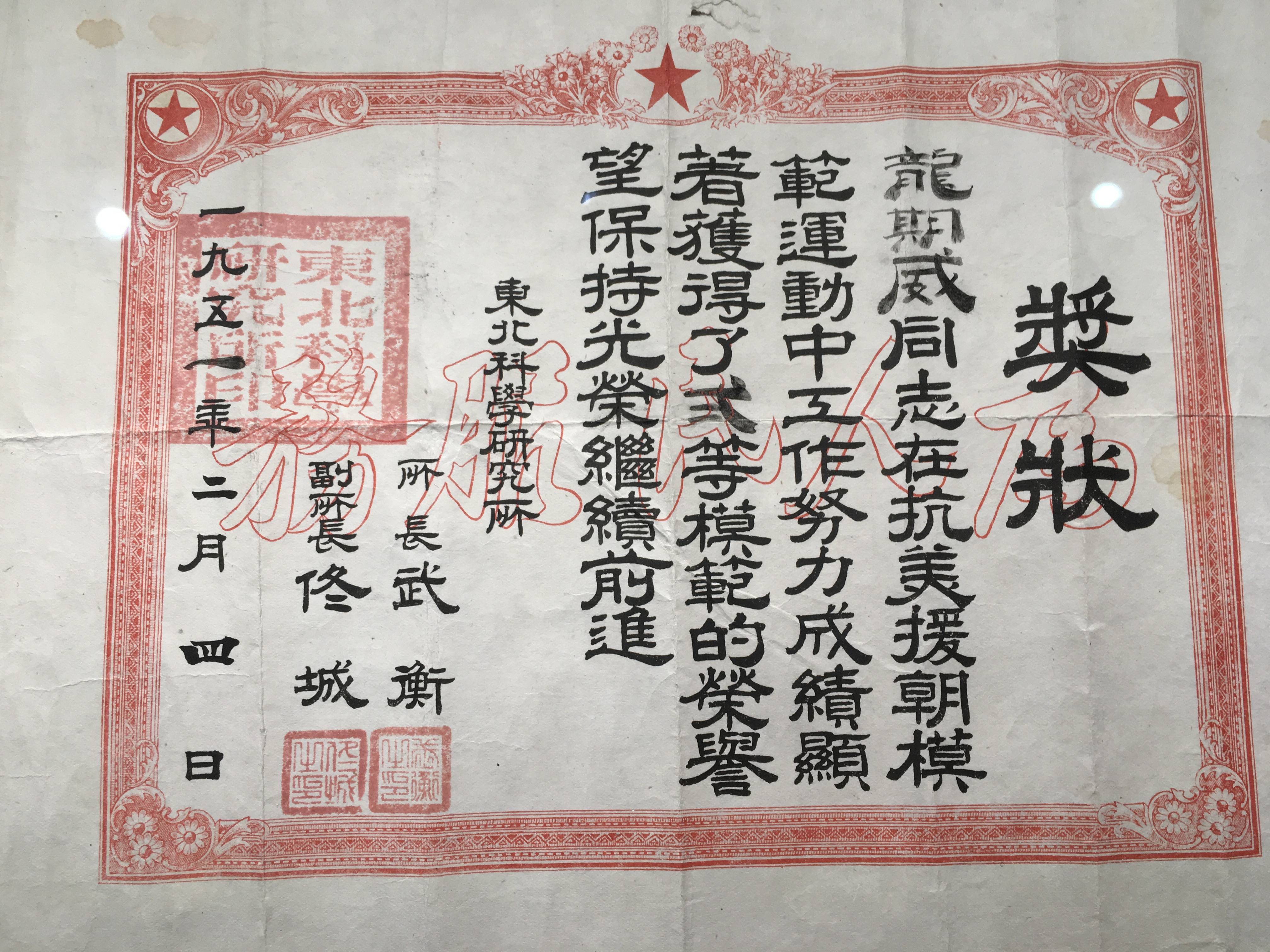
清華學生加入韓戰獎狀

1949年7月，新政协筹委会在《人民日报》等各大报纸上刊登《征求国旗、国徽图案及国歌词谱的启事》，清华大学营建系主任梁思成教授被聘为国旗国徽初选委员会顾问之一。营建系林徽因等于10月23日提交了以璧或瑗为主体，以国名、五星、齿轮、嘉禾为题材的红绶穿璧国徽设计方案。1950年6月10日，全国政协常委会原则通过使用天安门图形。6月12日，应周恩来总理邀请，梁思成召集营建系教授组成清华大学国徽设计小组，实测天安门城楼绘制形状。6月20日，国徽审查小组最终选定清华大学国徽方案。6月23日，政协会议通过国徽方案，9月20日发布中央人民政府命令公布国徽图案。此外，根据1949年9月30日中国人民政治协商会议第一届全体会议关于在天安门前竖立纪念碑的决议，清华的梁思成、林徽因等人关于以碑文为主、浮雕为辅的主张被采纳，并参与设计纪念碑。
1949年9月27日，清华师生在大礼堂集会迎接新中国诞生，从政协会议回来的吴晗传达了当天决议。10月1日晨，清华师生到清华园火车站乘车进城，从西直门下车后，由马约翰等领队，军乐队、各院系队伍前往东单广场集合。下午三时，开国大典开始，清华方阵位于群众游行最后经过天安门。10月3日，陈毅前来清华视察，号召师生适应潮流、改造思想、加强业务修养。1950年，毛泽东手书6幅清华大学校名并择其一作为清华大学新标识。
1950年6月，朝鲜战争爆发。清华师生1500多人自愿报名去前线参战，最终50名学生投笔从戎，被批准参加军事干部学校。

### 建设多科性工业大学时期

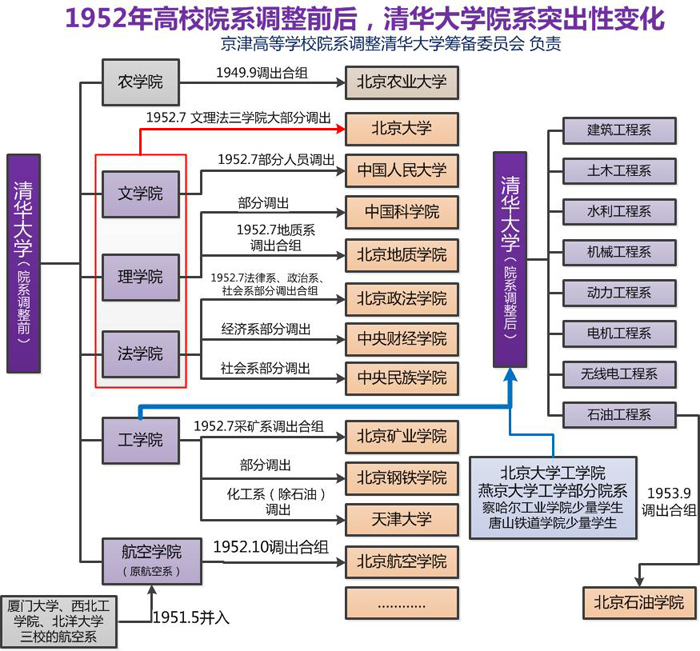

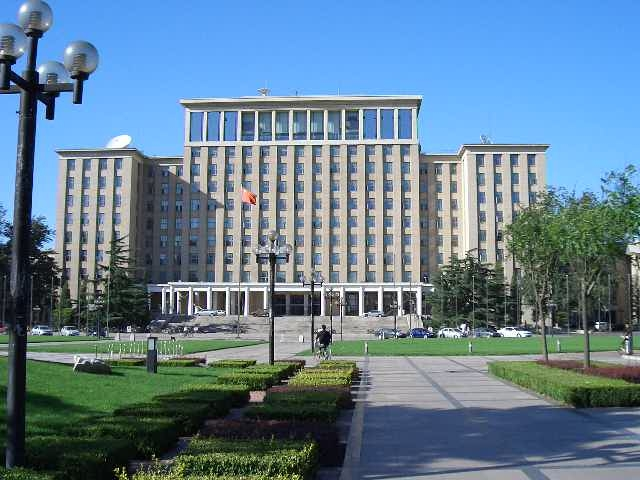
清华主楼

1952年前后，中国高等教育体系仿照苏联社会主义模式进行大规模的院系调整，清华的法学院、文学院、理学院、农学院、航空等院系被划归北京大学、北京农业大学（现中国农业大学），北京航空学院（现北京航空航天大学）等校，北京大学等校部分工学专业划归清华大学，清华大学从一所全科目综合类大学变成仅拥有建筑、土木、水利、机械、动力、电机、无线电、石油八个工程系的工程技术大学。这一强制改革把人文教育赶出校园对清华发展造成不可逆转的伤害，同一时候的三反五反开始控制教授们思想和学术自由
1953年起，随着中国开始从新民主主义向社会主义过渡，清华和其他院校共同开始以“学习苏联先进教育经验”为主的教学改革，主要措施是：明确各院校具体培养目的，改变系科，重新设置专业，指定新的教学计划和教学大纲，采用苏联教材，学习苏联教学法，加强基础课，开展实践教学，聘请苏联专家讲学等等。
清华各院系原本不设置专业，实行“通才教育”，大四才着重专业学习，“教育改革”中按照苏联工科大学模式设立专业，按计划培养技术人才，到1959年共有32个专业。清华原本实行学分制，兼有必修、选修课，“教育改革”后实行学年制，要求必须完成教学大纲要求，不能自由选课，一般不能转专业。清华学制原本四年，1953年5月，校长蒋南翔接连请示改革，最终经过批准，本科学制改为五年（建筑学专业为六年，1955年始建的新技术专业为五年半）。“教育改革”中，各系逐步建立统一教学大纲，建立众多教学研究机构，翻译大量苏联教材，1954年全校388门课中，使用中译苏联教材及参考书155种，俄文原版教材及参考书162种，只有一门课是中国自编教材。到1960年8月，先后聘请苏联专家62位。
20世纪五十年代，世界科技，特别是原子能工业快速发展。1955年9月，高教部派以清华校长蒋南翔为团长，清华钱伟长、邢家鲤，北大周培源、胡济民等人组成的代表团出国考察苏联高校原子能专业情况。11月5日，蒋南翔完成《高等教育考察团访苏报告》，提出并逐步落实了设立新专业的计划，在北大设立核子物理、电子学、无线电物理、放射化学专业，在清华设立实验核物理、同位素物理、放射性稀有元素工艺学、电子学、无线电物理、半导体及电介质、空气动力学、固体物理、热物理、自动控制等10个新技术专业。同时调整招生人数，使1956年新设的工程物理系共招生540-600人，占全校新生1/4以上。之后几年，迅速获得了核废料处理的“721任务”、标志工业制造能力的数控铣床、自行设计建设的屏蔽式实验核反应堆、全国第一套电视发射转播设备、第一台六阶非线性小型模拟计算机、第一台三自由度飞行模拟实验台、电子管计算机911机、晶体管小型通用数字计算机112机等成果。

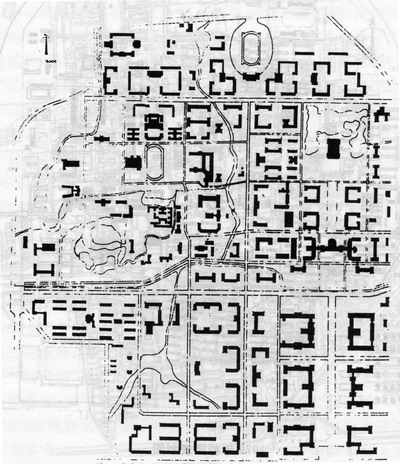
《1960年校园总体规划图》

1957年至1958年春的反右斗争中，清华大学共有571人被划右派，其中教职员222人，学生349人，约占学生总数的5%。1958年后，随着大跃进的开展，9月，中共中央、国务院发布《关于教育工作的指示》，提出教育事业“大跃进”，提出“15年内普及高等教育”的“左”倾激进目标。陆定一、刘少奇等也激励每个省、每个专区、每个县、每个乡，都要办起高等学校。与此同时，开展了更为深刻的“教育革命”，其中包括“教育与生产劳动相结合”“勤工俭学”和“教育支援农业”等工作，在此契机下，清华大学师生承担了解决首都用水问题的密云水库、中国革命历史博物馆等实践工作。1958年，机械制造、铸工、焊接、水工等专业上百名学生开展半工半读试点。9月，237名师生前往河南、河北参与采矿、化验工作。10月24日，召开全校师生炼钢动员大会，各单位开始大炼钢铁。1962年，近百名职工前往北大荒创办克山农场，运回大豆80万斤和十几吨副食品。1963年10月14日，1300多名四、五年级学生、200多名研究生和部分教师赴西郊上庄公社参加农业劳动3周。1965年9月1日，四、五、六年级学生和部分教职工共4000余人分别到延庆、怀柔、平谷三县和海淀区参加农村社会主义教育运动一年。还有水利、土建、动力、电机等系师生200人组成水利工作队分赴延庆、怀柔等县帮助农村进行水利建设。机械制造系四年级学生在毕业实习中，为沈阳第一机床厂、上海柴油机厂等单位完成200余项中等复杂程度的技术设计工作。

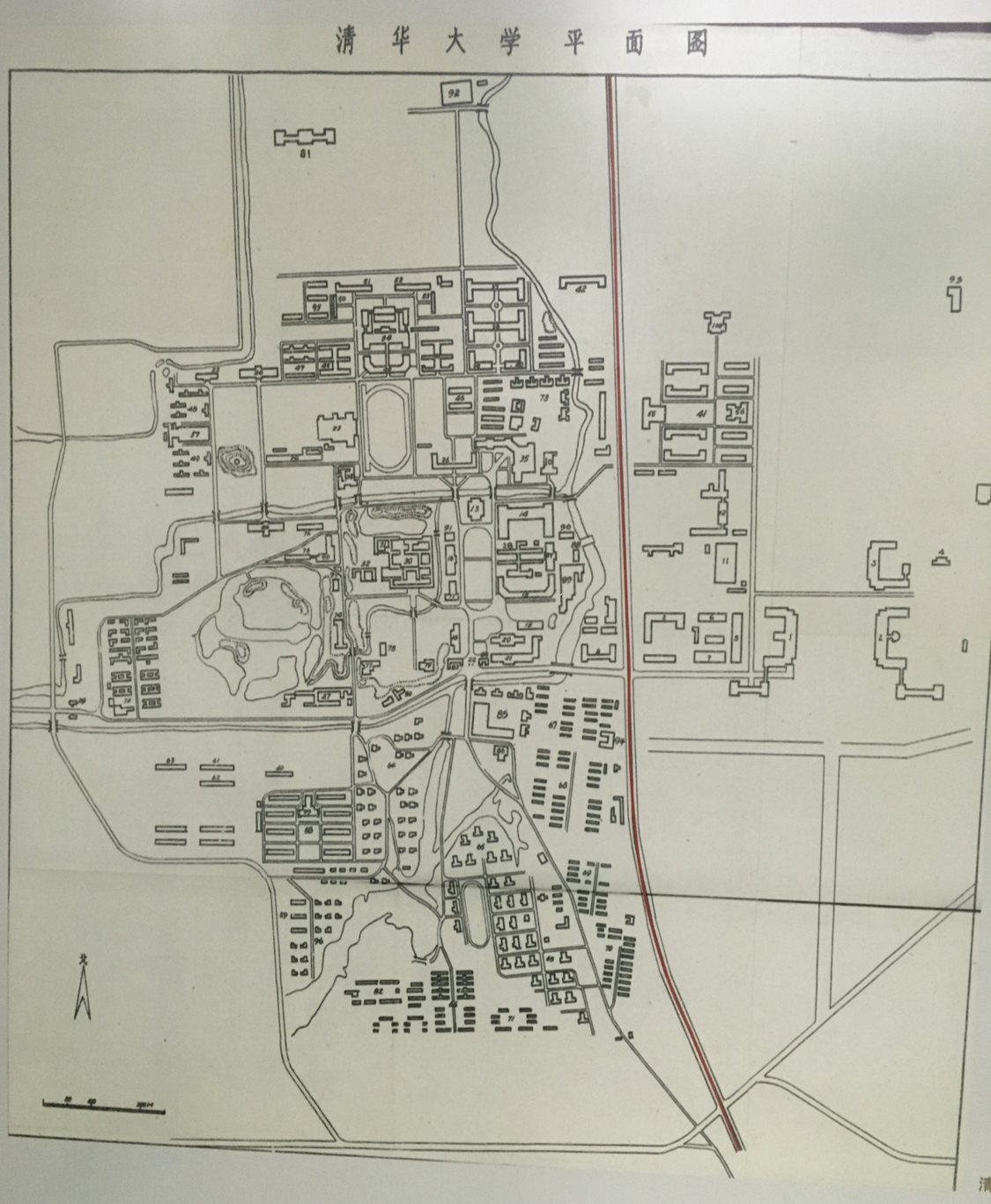
紅線為原京張鐵路

从五十年代到文革爆发前，在蒋南翔校长的领导下，清华逐渐形成了“又红又专”和“德智体全面发展”的特色。1955年，蒋南翔在《人民日报》发布《共产党员是先进科学家的光荣归宿》一文，并推动知名学者、老教师刘仙洲、梁思成、张子高、张维、张光斗等30多人入党。1961年，蒋南翔提出“两个拥护和一个服从”（拥护共产党领导、拥护社会主义，服从国家分配），4年后勉励学生在政治思想上永不止步地“上三层楼”。1953年，清华率先实行“政治辅导员”制度，让优秀学生党员“双肩挑”（一边专业学习，一边政治工作），延续至今。那时的清华被称为“红色工程师的摇篮”。
在马约翰等优秀体育教师的率领下，清华延续建校以来传统普及体育锻炼，1957年，蒋南翔提出“争取健康地为祖国工作五十年”口号，激励清华人至今。同时，从1954年起成立近40个不同项目体育代表队，运动员超过450人，到1965年共培养国家级运动健将11人、以及运动员20余人，在北京市高校运动会上连夺6次男子团体第一名和5次女子团体第一名。清华各类学生文艺社团迅速发展，学生艺术团拥有军乐、民乐、弦乐、合唱、舞蹈、话剧、钢琴、口琴、手风琴、京剧、曲艺、地方戏、舞台美术等13支队伍，近1400人。
1958年至1966年，学校校园不断扩大，根据《1960年校园总体规划图》，学校将拥有2.5万学生和8500教职工，并将校园向南向东扩展。原贯穿校园的京张铁路（地基位于今“学堂路”）东移800米至今五道口处。新建中央主楼、西主楼、东主楼、工程物理系的系馆、精密仪器系馆（9003大楼）、各类实验室和校办工厂。在昌平新建原子能研究基地（今清华大学核能与新能源技术研究院）。

## 文化大革命时期

### 文革前期
清华大学附属中学是文革红卫兵运动萌发和诞生的摇篮，从20世纪六十年代初以来，附中的干部子女以带着“血统论”气息的“培养革命事业接班人”的姿态，与学校共同提倡“阶级斗争论”，强调家庭出身的优越感。1966年5月初，清华附中“预科65级一班”部分学生与校方产生严重对立。在五·一六通知的鼓舞下，他们贴出了大字报《最积极、最自觉地参加这场尖锐的阶级斗争》，受到校方的阻止。5月29日晚，七八位高年级学生在圆明园遗址聚集讨论，决定使用“红卫兵”署名，意为“毛泽东的红色卫兵”。6月2日，贴出“红卫兵”大字报《誓死捍卫毛泽东思想、誓死捍卫无产阶级专政》响应北大聂元梓大字报，引来各中学观看和署名支持。

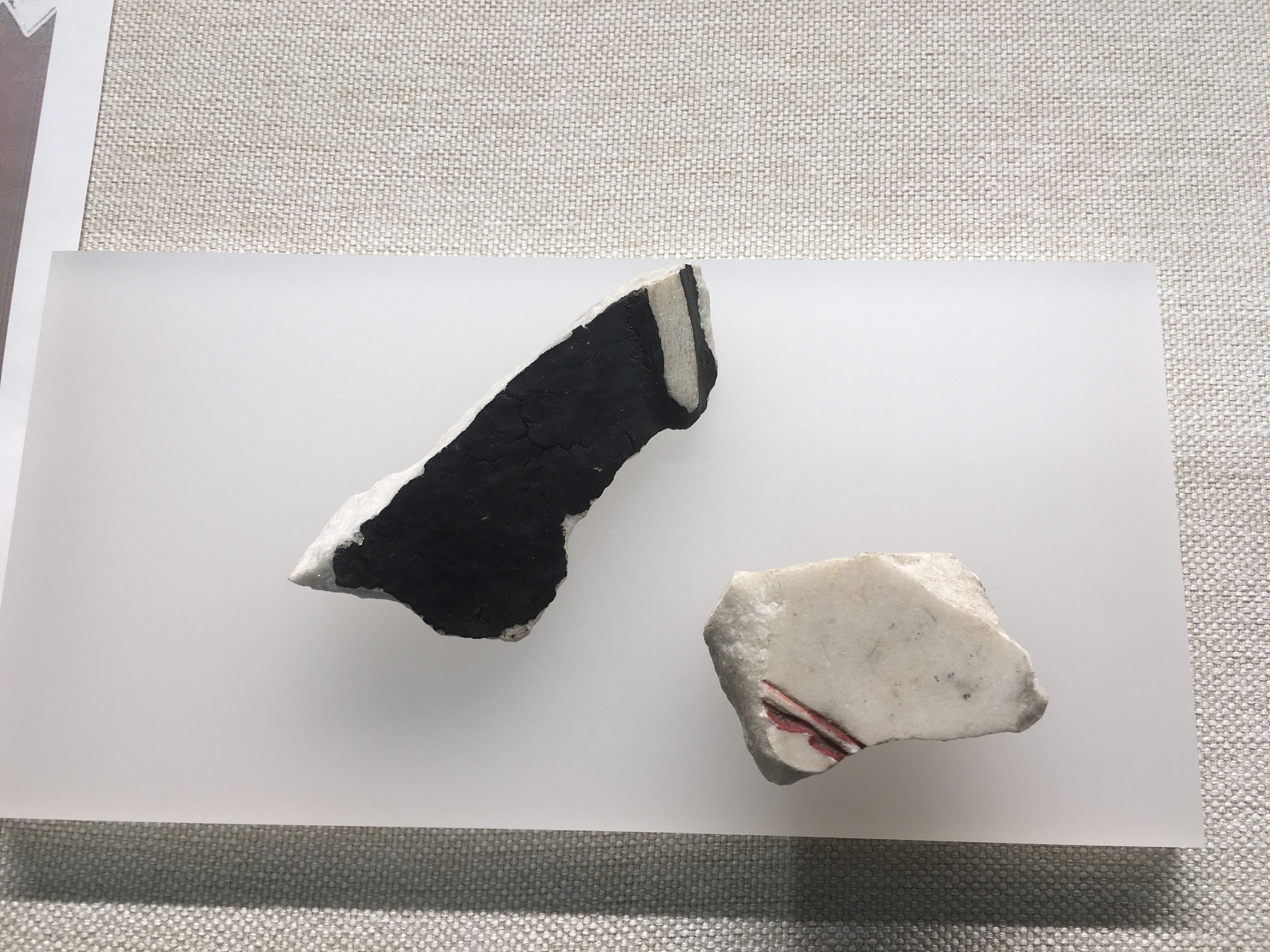
拉倒二校門後的碎片

正在被拉倒的二校门
_{原载《清华人》2009年第1期}

6月24日至7月27日，清华附中先后贴出“论无产阶级的革命造反精神万岁！”的三篇大字报。前两篇被转交毛泽东，毛泽东于8月1日亲笔回复，对清华附中红卫兵运动表示坚决的支持。三篇大字报被《人民日报》和《红旗》全文刊出。 毛泽东先后8次接见红卫兵，将红卫兵运动推向高潮并迅速转移至大学生和社会人员中，红卫兵开始进行“破四旧”“大串联”，1966年8月24日下午，清华老校门——“二校门”被红卫兵以“象征封资修”为由拉倒，原址于1967年5月4日建立中国第一座大型毛主席塑像，5月5日的《人民日报》报道这一“盛况”，并在全中國掀起了疯狂建立毛主席塑像的浪潮。
1966年6月8日，以叶林为首的工作组（刘少奇过问，夫人王光美参与）进驻清华大学，将从校长兼党委书记蒋南翔到各班主任、政治辅导员打为“走资派”“反动学术权威”“牛鬼蛇神”，接管清华党委，对造反学生进行批评打击。工程化学系902班蒯大富等激进造反学生受到冲击，开始反抗。6月21日，蒯大富提出“炮轰工作组”，宣称工作组不代表革命，要求夺权，史称“6·21事件”。工作组对其进行批评、开除团籍并关押18天，将50多人打成“蒯氏人物”，打击近500人，发生数起自杀事件，两人死亡。 7月，毛泽东回京，斥责工作组，支持造反派，并暗示与刘少奇的分歧。8月下旬，清华园中贴出批评刘少奇的大字报，10月，贴出“打倒刘少奇”的大字报。
1966年12月19日，经“无产阶级司令部”授意，以打倒刘少奇等为出发点的清华最大红卫兵组织、一统清华“文革”的“清华大学井冈山兵团”成立，蒯大富任第一把手，被称为“蒯司令”。

清华主楼前万人批斗王光美大会

12月25日，在中央文革小组授意下，清华大学井冈山兵团的5000多师生开展“反刘少奇、邓小平”游行，将浪潮推向全北京，被称为“一二·二五大行动”。 1967年1月6日，蒯大富等人实施了所谓“智擒王光美”计划，以刘少奇女儿刘平平受伤为诱饵，将王光美引出并扣押。 4月10日，经“无产阶级司令部” 同意，清华“井冈山”在清华主楼前召开了数十万人参加、旨在揭露刘少奇的“批斗王光美万人大会”。300多个造反派组织参加，彭真、薄一波、陆定一等300多名老干部陪斗。
1967年4月14日，因为内部对文革一系列重大问题存在分歧和论战，井冈山兵团分裂为“兵团总部”（或称“团派总部”，简称“团派”）和“四一四串联队”（或称“四一四革命串联队”，简称“414派”或“四派”）。双方对于成立“革委会”的革命群众组织代表和革命领导干部代表争执颇大。
4月30日，“团派”召开扩大会议，宣布成立清华大学革命委员会筹备小组，由蒯大富等11人组成。5月29日晚22时，“414派”成立“清华大学井冈山四一四总部”，与“团派”正式对立，其宣言指出“兵团总部已不是无产阶级的代言人了。”“团派”属于造反派，“414派”属于造反派中的保守派，两派之间矛盾集中于三个问题：如何理解“文化大革命”？如何评价“文化大革命”前十年？如何对待干部队伍？
1967年冬，中共中央为避免混乱，要求所有大、中学校学生一律返回学校，进行“复课闹革命”。1968年3月，“杨、余、傅事件”后，中央文革小组鼓动再次开展“反右倾”斗争，提出“对派性要进行阶级分析”，清华两派矛盾开始膨胀，小型武斗不断。
1968年4月23日至7月27日，清华红卫兵两派之间爆发了百日大武斗，是北京最为严重的武斗事件，动用各种棍棒、石块、土枪、土炮、化学剧毒弓箭、地雷、手榴弹、半自动步枪、燃烧瓶、土坦克等装备，针对大礼堂、 东区浴室楼、科学馆等建筑进行抢占与争夺。武斗期间，共致使18人死亡，1100多人受伤，30多人终身残疾，直接经济损失1000余万元。其中最为惨烈的是，针对东区浴室的5月30日大战，以及7月初，“团派”将“414派”部分人员长期围困于科学馆，武装堵截出口，使用地震仪寻找并炸塌“414派”地道，放火燃烧科学馆顶层，最终迫使“414派投降”。
7月27日，中共中央对教育部实行军事管制，意图停止高校武斗。同日，一支三万多人组成的工人、解放军毛泽东思想宣传队进驻清华，由中共中央警卫部队（8341部队）副团长张荣温率领。团派拒绝停止武斗和交出武器，並且公然与工宣队对抗，用长矛、手榴弹、步枪等袭击工宣队工人，导致5名工人被杀害，731位工人受伤，震动北京城，史称“七·二七事件”。“七·二七事件”直接导致了毛泽东最终终止全国群众武斗，次日凌晨3点半，毛泽东和林彪紧急召见包括蒯大富在内的“北京红卫兵五大领袖”，针对清华“七·二七事件”要求迅速停止武斗，欢迎工宣队进入。

### 文革中后期
1968年8月，工宣队开始着手以学习班、学军、学农、学工等方式来“再教育”和“改造”当时在校的60届到65届大学生，事实上是逼迫他们进行“交代罪行”“写检查”“站队”。同时，大批红卫兵学生响应毛泽东“上山下乡”号召，奔赴农村，接受贫下中农“再教育”。1968年底到1969年初，根据上级指示，工宣队使在校的60届至63届四届学生集体“毕业”、分配工作（数百名因政治表现暂缓分配），留校的64届、65届进农场、部队、工厂进行“锻炼”，并于1970年夏“毕业”。
1968年底开始，在全国“清理阶级队伍”运动下，工宣队对清华全体教职工、学生进行“人人排队、层层摸底”的政治高压运动，造成了多起自杀或自杀未遂事件，产生“非正常死亡”案例约16人。工宣队撰写《清华大学贯彻执行对知识分子“再教育”“给出路”的政策报告》一文，被“无产阶级司令部”作为北京“六厂二校”经验推广全国，作为文革“斗、批、改”典型，其中“再教育”指迫使校内的文革中被打倒高级领导干部子女与父母“划清”界线、“皈依”文革，“给出路”指对梁思成、刘仙洲、钱伟长等教授为代表的所谓“资产阶级反动学术权威”进行批判和“养起来”政策，使其感到压力的同时感到“出路”。

清华大学江西鲤鱼洲试验农场
_{原载《清华人》2009年第1期}

1969年5月至10月，学校在江西省南昌市南昌县鲤鱼洲建立“清华大学试验农场”，先后5批2821名清华教职工下放劳动，当年确诊血吸虫病患者747人，怀疑患者1111人，次年确诊患者总数突破千人，直到1997年清华医疗部门还在对血吸虫病患者进行复查和治疗 。有人回忆：“在江西鲤鱼洲清华大学试验农场，劳动被当成对知识分子的惩罚，只有对工宣队表现得俯首帖耳才算改造好了，完全是一种奴化式的改造。”
1969年1月25日，以清华工宣队为主成立清华大学革命委员会，1970年1月成立党委会。1970年7月21日，清华工宣队在《红旗》杂志署名发表《为创办社会主义理工科大学而奋斗》一文，提出“要始终以阶级斗争为主课”等六条基本经验，被推广至全国高校，造成了严重影响。始于1970年的清华“教育革命”体制一直沿袭到文革结束，完全依照毛泽东教育思想，包含以下方面：一、工人阶级领导一切工作（长期内清华由工宣队、校党委、校革委会并行掌权）；二、原有教师边改造、边使用；三、开门办学，校办工厂，师生全面投入生产（事实上阻碍了教学科研）；四、招收工农兵学员；五、废除旧教材，参照苏联教材，编写无产阶级新教材；六、坚持群众路线，坚持新教学方法（事实上是文革批判形式）。
1970年到1975年，清华进行了大规模的系科专业变动。1970年8月制定计划准备设置三厂、七系、一连、一基础课、两分校，即试验化工厂、汽车厂、精密仪器及机床厂；电力工程系、工业自动化系、化学工程系、土木建筑工程系、水利工程系、工程物理系、工程力学数学系；机修连；基础课；四川绵阳分校、江西分校（江西鲤鱼洲试验农场）。到1972年，共设立10个系和四川绵阳分校。之后又建立大兴农村分校和水利系三门峡办学基地。学校开展各类老工人进修班（“上大学、管大学，用毛泽东思想改造大学”）、专业进修班、短期培训班、“给工农兵送学上门”的办学点，以及业余大学。
1970年6月27日，中央批准《北京大学、清华大学关于招生（试点）的请示报告》，在四年正常招生停滞后，开始招收“工农兵学员”，根据毛泽东七·二一指示“学制要缩短，教育要革命”，学制3年，招生采用群众推荐、领导批准、学校复审，毕业后回原单位工作。10月15日后，全国各高校仿照实行。从1970年至1976年共招收6届工农兵学员，最后一届于1981年毕业。
70年代初直到文革结束，工宣队采用“两个估计”政策对待广大知识分子，即：一、文革前十七年教育界是“资产阶级专了无产阶级的政”；二、教师队伍包括中共建政后培养的大批学生，“世界观基本上是资产阶级的”，是“资产阶级知识分子”（出自1971年8月《全国教育工作会议纪要》）。工宣队始终以主宰者身份歧视、仇视、恐惧广大教师，直至1976年10月，在每一场全国政治运动中，工宣队都要开展对知识分子的“改造”，学校教师也一直在与之进行斗争 。当时一名工宣队头目的会议讲话发表为：“广大知识分子……什么时候思想平静了，感到舒舒服服了，就要检查自己是不是走上了回头路了。”
1975年，邓小平开始主持国家工作，8月和10月，清华党委副书记刘冰、柳一安、惠宪钧和政治部主任吕方正写信并通过邓小平转交给毛泽东，表示厌恶当时飞扬跋扈的清华第一把手“通天人物”迟群和第二把手谢静宜（来自于工宣队）。毛泽东将其看做对“文革”的翻案，开始批评刘冰等人及其“后台”邓小平。11月中旬，演变为“教育革命大辩论”。 12月，演变为全国性“批邓、反击右倾翻案风”运动。在这场“文革”最后的运动中，由迟群把持的清华大学处于风口浪尖，全国数十万人和中央党政军机关上千领导干部前来清华“学习”“参观”，清华几乎停止正常教学工作，专门从事“批邓”斗争。十个月中，贴出十数万份大字报，刘冰被批斗214次。
1976年3月31日，在纪念周恩来总理逝世的背景下，迟群要求“清华不能有一个花圈送到天安门”。4月3日，无三班学员以“清华大学部分工农兵学员”名义向人民英雄纪念碑献白花，成为四五运动一部分。6日晚，迟群称之为“有组织、有目的、有计划、有步骤的反革命进攻”。在中央的定性下，校内开展清查“反革命政治谣言”和逮捕“反革命分子”运动，到6月10日，审查100多人，校级隔离38人，报公安拘捕1人。
1976年10月，“四人帮”倒台，“文化大革命”结束。10月6日，迟群、谢静宜被隔离审查（迟群于1983年底被判刑，谢静宜后因揭发有功被免予起诉）。10月16日，中共北京市委派联络组恢复整顿学校。1977年4月29日，刘达任清华大学党委书记兼革委会主任。次年6月，取消革委会，实行“党委领导下的校长负责制”。开展了整顿领导班子、纠正冤假错案、改善教职工队伍结构等工作。

## 改革开放

### 改革开放初期

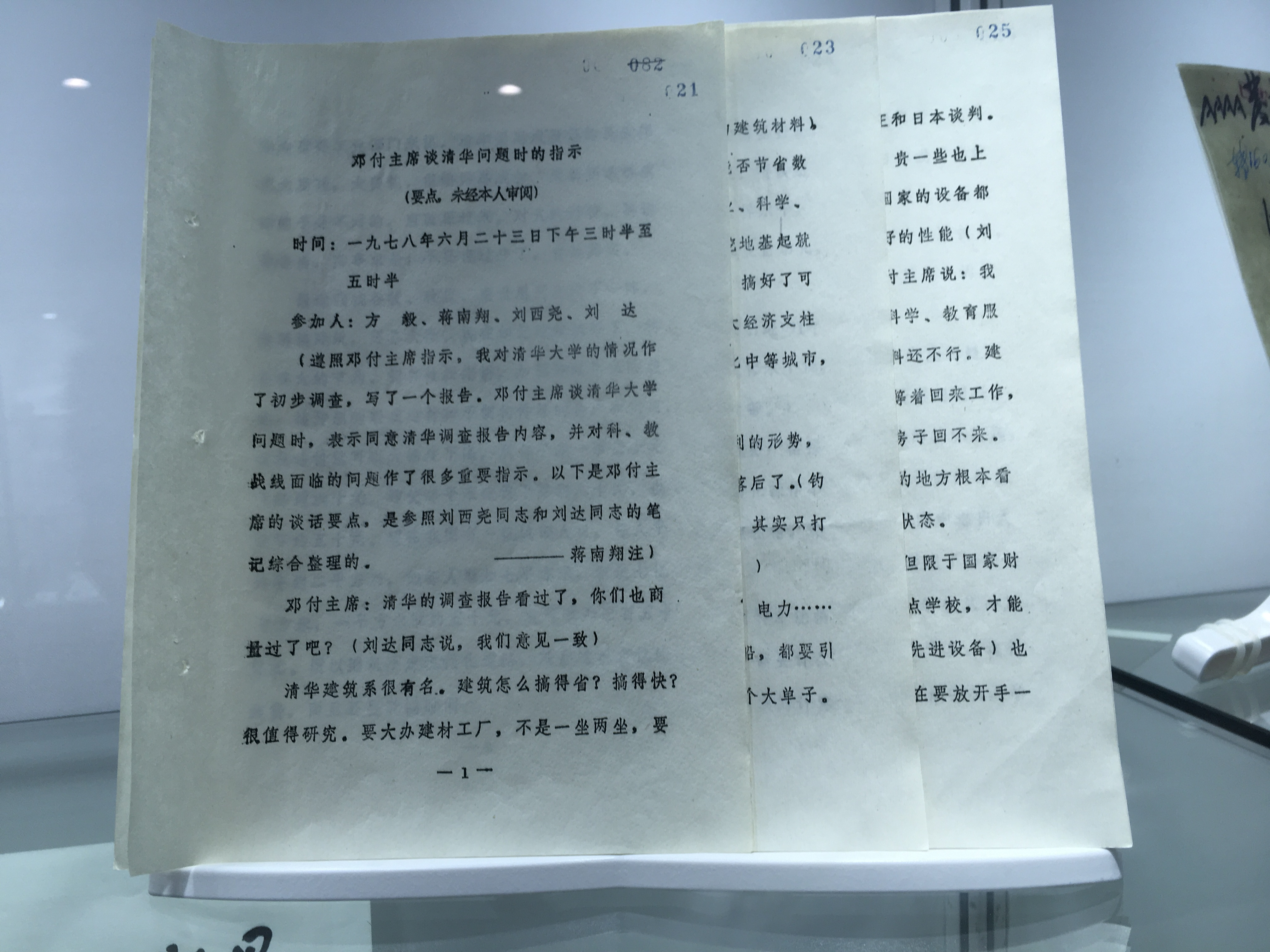
鄧小平聽取清華大學情況匯報紀錄

1978年2月，恢复高考之后招收的800多名新生到校。6月23日，邓小平听取清华大学情况汇报，并指示办重点学校、扩大学校规模。1979年，制定五年制教学计划，更重视基础训练，增加选修课。1981年9月，正式实施计划培养与按学分累计成绩的方法。学校迅速恢复教学、科研能力，1978年恢复招收硕士研究生，1980年开始招收博士研究生，到1982年，在校学生数量超过8800人。1978年-1982年，学校获得各级科技奖、专利奖250项，一批科研项目获得成功，如：新型焊接电弧控制法、紫外曝光精缩机、大规模集成电路、数字式电可控频率捷变系统、20万千瓦大型发电机组电子计算机模拟系统。

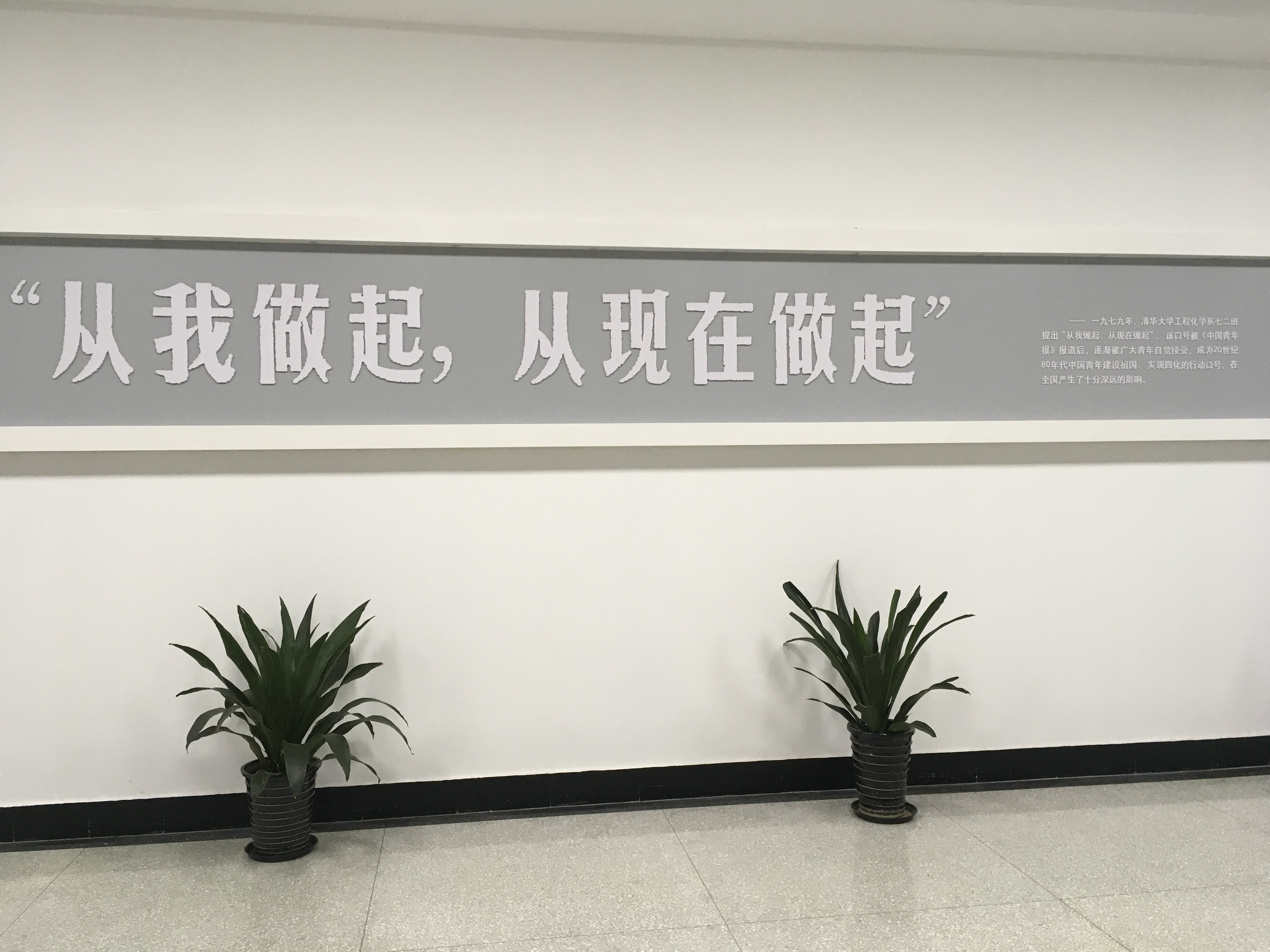
「從我做起，從現在做起」口號牆

1979年5月，化72班团支部综合意见提出“从我做起，从现在做起，为社会主义现代化建设多做贡献”的口号。1980年4月17日的《人民日报》转载化72班口号相关文章；1981年3月20日的《中国青年报》第三次发表社论《为社会主义祖国前途而奋斗是当代青年最崇高的使命和荣誉——从我做起，从现在做起》，介绍化72班事迹。这句口号迅速被传遍全国。

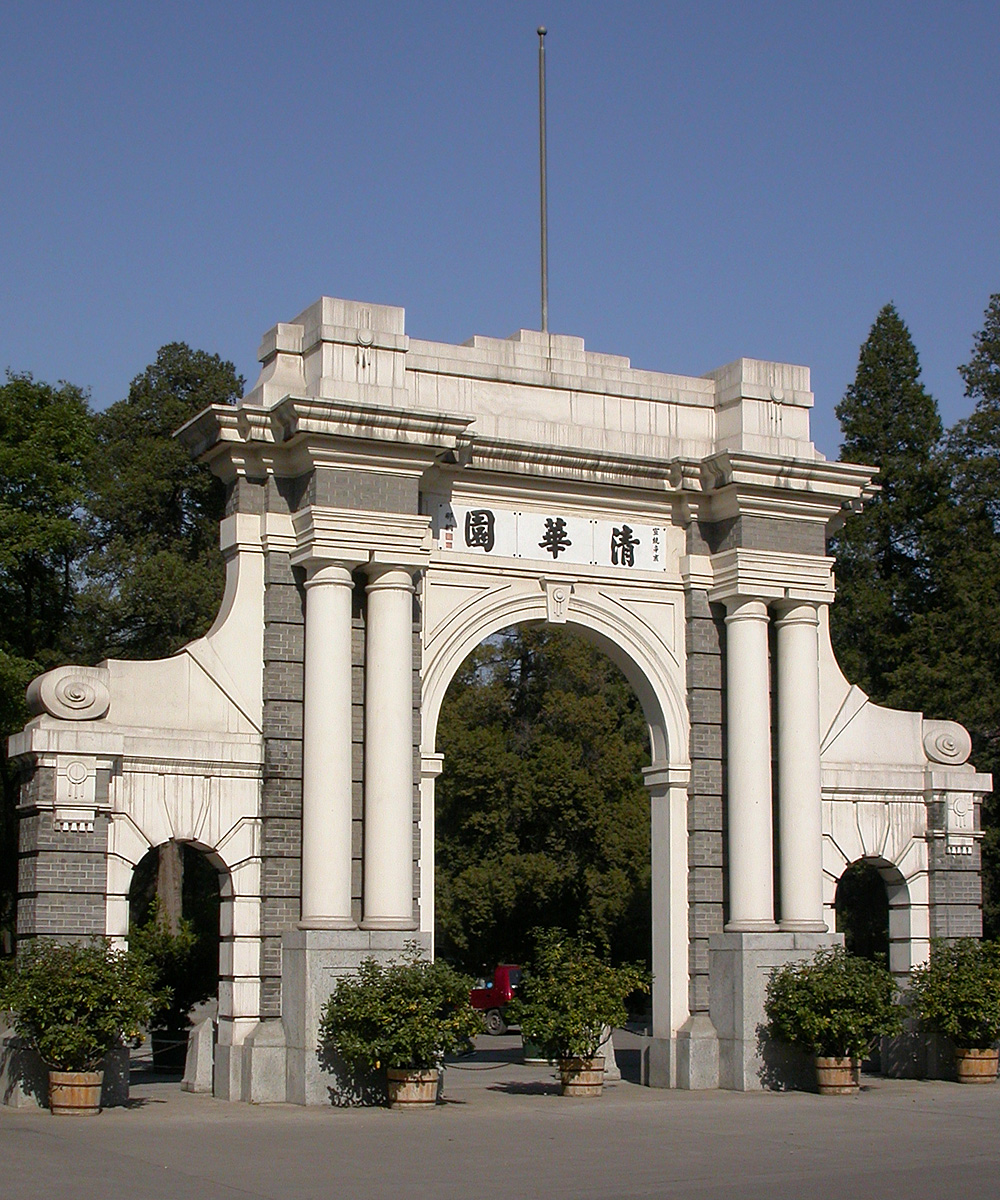
清华大学二校门

1981年10月，校长工作会议决定清华英文译名为“Tsinghua University”。1982年7月，第六次党代会明确办学指导方针为“一个根本、两个中心、三方面结合”。即：学校的根本任务是培养人；学校即是教育中心，又是科学研究中心；教学、科研、生产开发及社会实践相结合。学校的重心逐步从“阶级斗争”转移到教学、科研中。1985年8月，第七次党代会，第一次明确提出建设世界一流大学目标：“从现在起的十年，是把清华大学逐步建设成为世界第一流的、具有中国特色的社会主义大学的重要发展阶段。”学校陆续撤销绵阳分校、水利系三门峡基地、团河农场、西山林场。
改革開放初期，清華确定了“理工结合，文理渗透”的发展策略，逐步增设众多理科、文科、管理学科等类院系。理科方面，1979年成立应用数学系、1982年6月恢復物理系、1984年6月成立生物科学与技术系、1985年10月恢復化学系、1985年12月恢復理学院建制，周光召兼任院長；人文社科方面，1983年7月恢復外语系、1984年4月建立社会科学系、1985年3月恢復中国语言文学系；管理學科方面：1979年成立經濟管理工程系；1984年擴建為经济管理学院，朱鎔基任院長。其他方面，1984年建立研究生院、1985年成立中國第一個繼續教育學院。
文革結束後十多年，原二校門所在地的毛澤東塑像受到一些校友的批評，校方決定拆除毛泽东像，但同時決定在主楼大厅北牆上建立永久性的毛泽东青铜浮雕像，以緬懷毛澤東。1987年8月26日，毛泽东浮雕像揭幕，8月29日，拆除在文革中砸毁二校门竖立的毛主席塑像。1990年3月底，校友会决定校友集资重建二校门，并于1991年80周年校庆前重建完成。由於並沒有準確的原建築圖，復建的二校門是根據照片復原而成的。
1986年12月23日晚6时30分，受到八六學潮的影響，部分学生因民主主张在大礼堂前聚会，两三千人围观，8时20分左右，近千人出西门进入北大、人大上街頭聲援合肥及上海的遊行。次日，学校广播指出学生行为“是一件严重的错误事件”。26日，北京市出台《北京市关于游行示威的暂行规定》，限定游行流程、秩序。29日，北师大部分学生游行进入人大、清华、北大鼓动游行。

#### 1989年前后
1989年4月15日，胡耀邦逝世，清华大学校内出现挽联、标语及大字报。17日上午，人民英雄纪念碑前出现署名“清华大学化学系”花圈。18日，从北大出发的游行学生经过清华时，有近千名清华学生加入。20日，清华两千多名学生前往北大图书馆回合，准备商讨联合行动问题。21日，约两千清华学生与其他九所高校上万学生一同由学院路向天安门行进，前往天安门静坐，并于22日上午参加人民大会堂胡耀邦追悼会，22日下午由学校派车接回。23日，3000余人于主楼前集会成立“清华大学和平请愿组织委员会”，24日起，多数同学组织罢课。24日上午，和平请愿组织委员会两名成员找到校领导提出与国务院负责人对话，国务院李铁映同意并约定25日下午二时对话，“委员会”中途又提出外校代表参加、记者参加、协商对话方式等要求被校领导驳回，国务院领导如约到场，但最终和平请愿委员会因内部分歧等原因未能到场，26日《人民日报》就该事报道又引起学生不满。26日，《人民日报》发布社论《必须旗帜鲜明地反对动乱》，学校当日发表《清华大学校务会议重要通告》，申明“学校不赞成罢课”，要求“同学们不要和校外非法组织以及某些面目不清、背景复杂的人发生联系，不要参加他们组织的游行示威活动。”，同时，清华和其他高校干部也认为四二六社论定性过高，不利问题解决。27日，大量学生出校参与四二七大游行，上午9时，与北大、农大、国际关系学院等校游行队伍汇合，此次游行得到北京市民、各校教职工以及首都各大报纸的客观认可。5月4日，约1000人前往天安门参加高自联五四大游行，主要以传单方式宣传反对腐败、支持新闻自由，并宣布5日北京各高校复课。13日，广场发生学生绝食后，部分清华学生在主楼前集会，发表《清华民主宣言》号召支援，集会结束后1000多名学生前往天安门游行，92人签名参加绝食。15日起，学生再次罢课。清华校务委员会主任张孝文发起北京10所高校校长的《十位大学校长的公开信》，呼吁学生停止绝食，希望官方领导人与同学们直接对话。18日，党委书记方惠坚参加人民大会堂李鹏总理与学生对话会。
5月20日，国务院宣布北京地区戒严，22日，2000名学生和少量教职工进城参加“高自联”游行，至26日，最后一批静坐学生撤回。28日，500多学生参加“高自联”的“全球华人大游行”。6月3日，学生“筹委会”广播台呼吁学生前往二环路堵截军车。4日凌晨，戒严部队开始清场后，清华在天安门广场聚集的学生开始撤离，凌晨3时起，由校长、书记带队，学校派40车次前往各医院查找清华死伤学生，伤者接回校医院，死者回校收殓，最终查明清华学生在复兴门等处共死亡4人，受伤19人。当日，工字厅发生多起学生围攻校领导事件。5日，清华与其他各高校下半旗，部分老教授自发参加悼念活动，众多市民涌入高校悼念。5日下午，学生“筹委会” 在西阶召开各班代表会，号召继续对抗。6日，校方发布《清华大学校务会议重要通告》，要求遵守戒严令。7日，安排复课。10日，根据戒严部队指挥部第12号通告，校方清理校内大字报、传单。13日起，传达学习邓小平讲话。21日，校方发出通告，要求“高自联”“工自联”“筹委会”“清华人之声”广播台等骨干主动向公安部门交代情况。
7月10日，校党委召开全校清查清理工作会议。8月1日起，学校在清华核研院召开党政干部会议，学习中共十三届四中全会精神，对此次风波进行反思，之后组织全校师生进行学习。9月22日，清华大礼堂举行平息风波戒严部队英模事迹报告会。1990年开展了党员重新登记试点。

### 建設世界一流大學初期

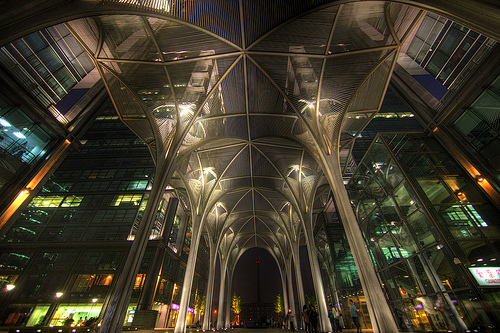
清华科技园

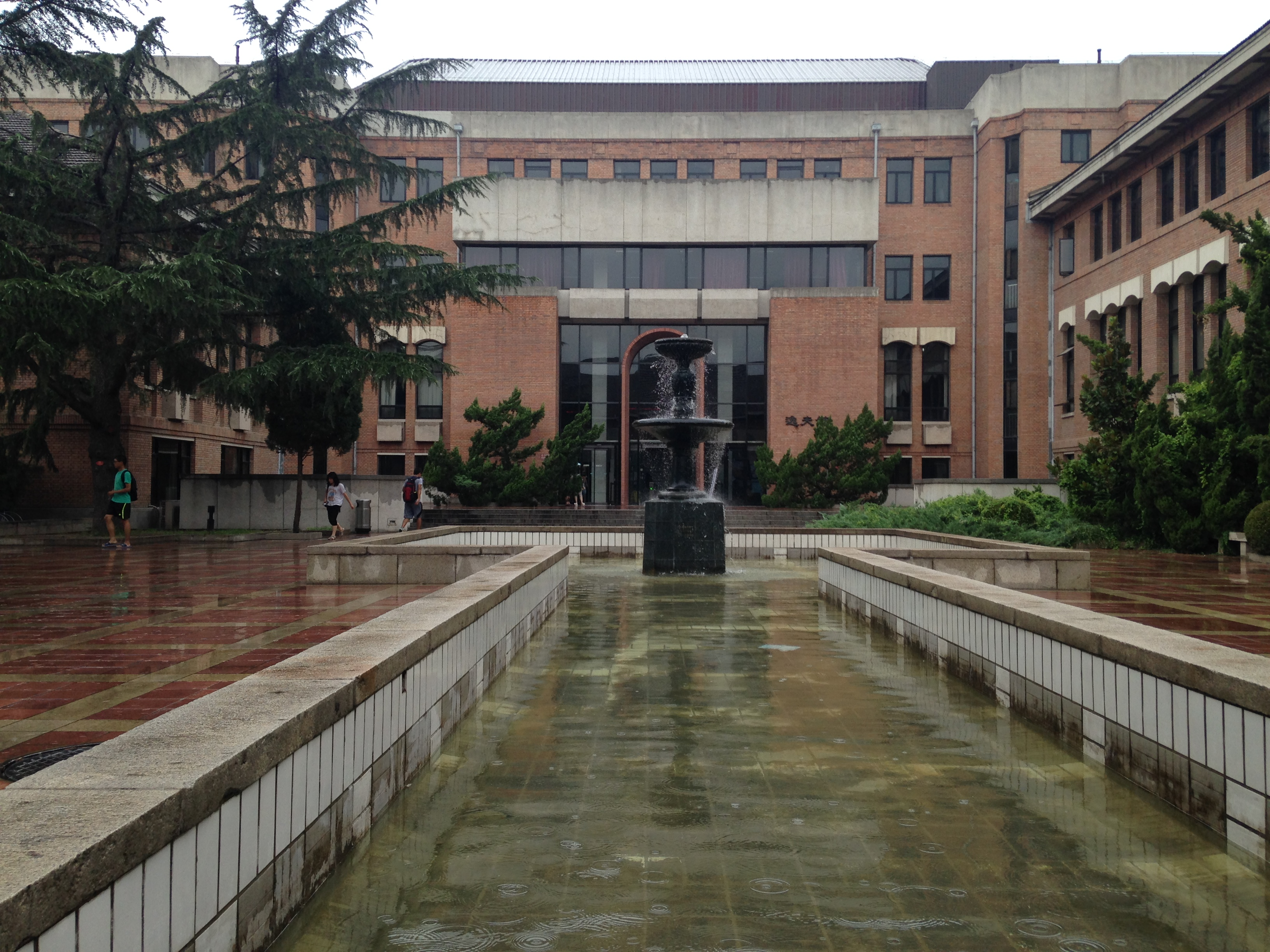
逸夫圖書館

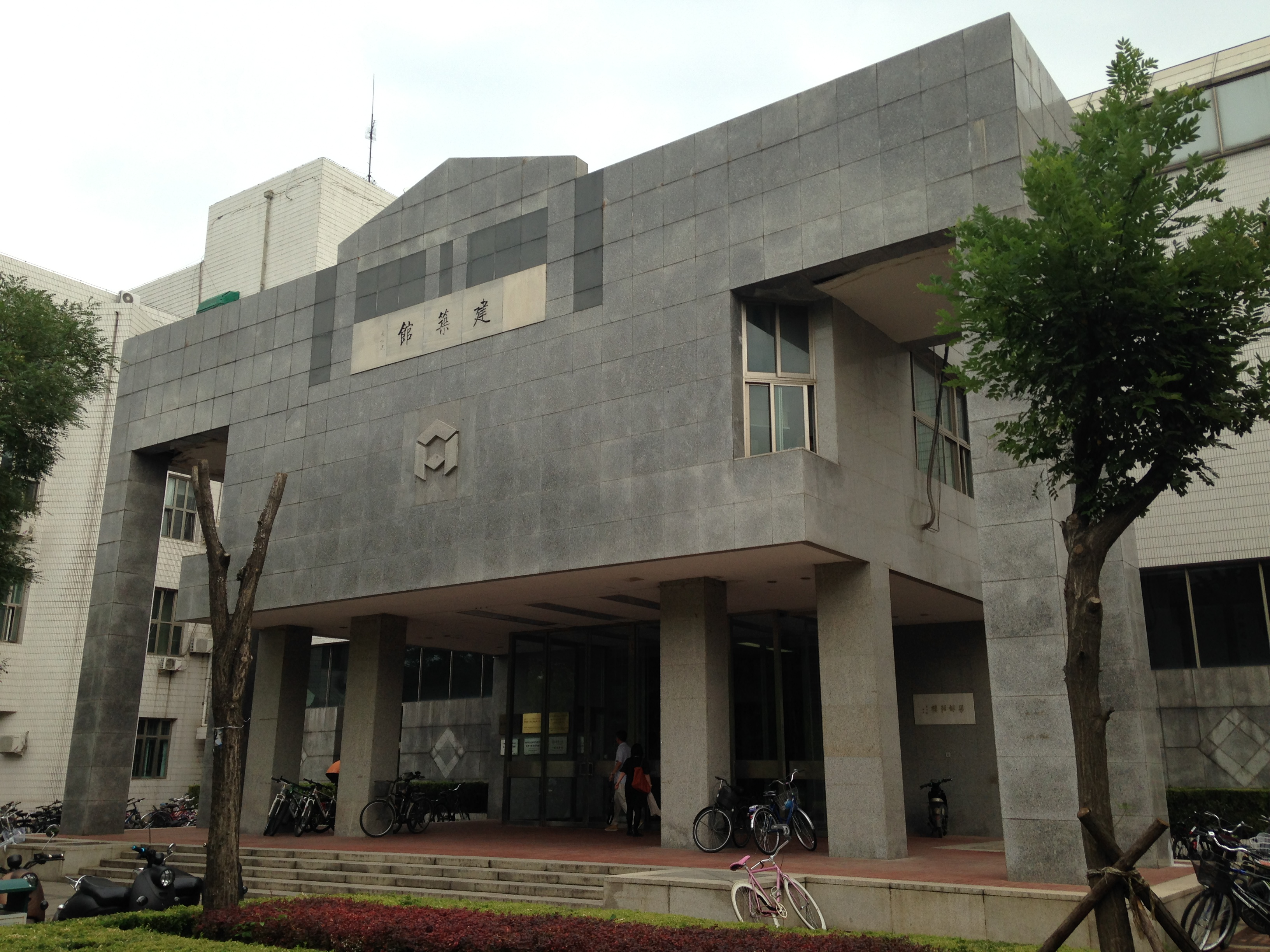
建築館

深圳研究生院

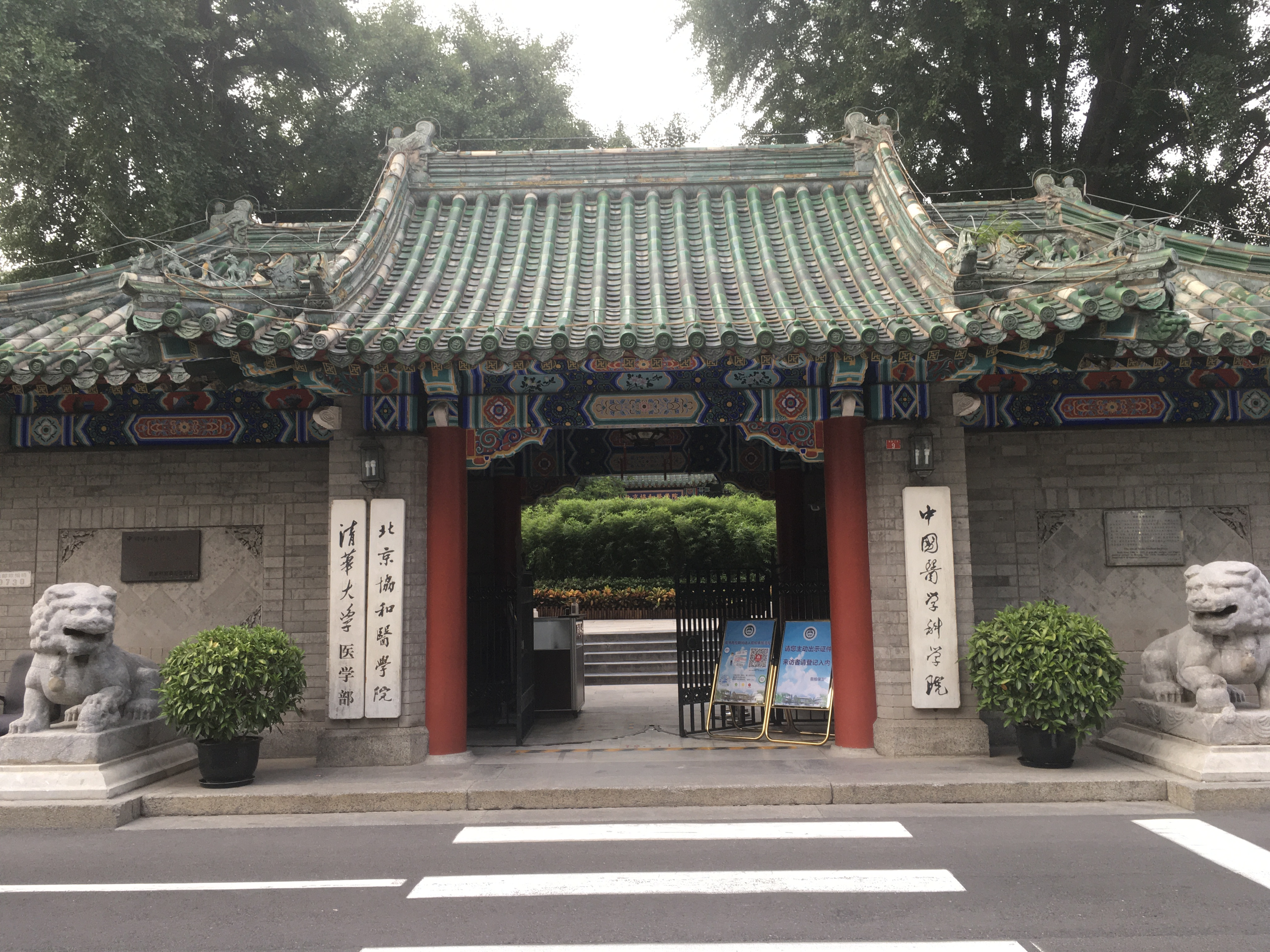
清華醫學部

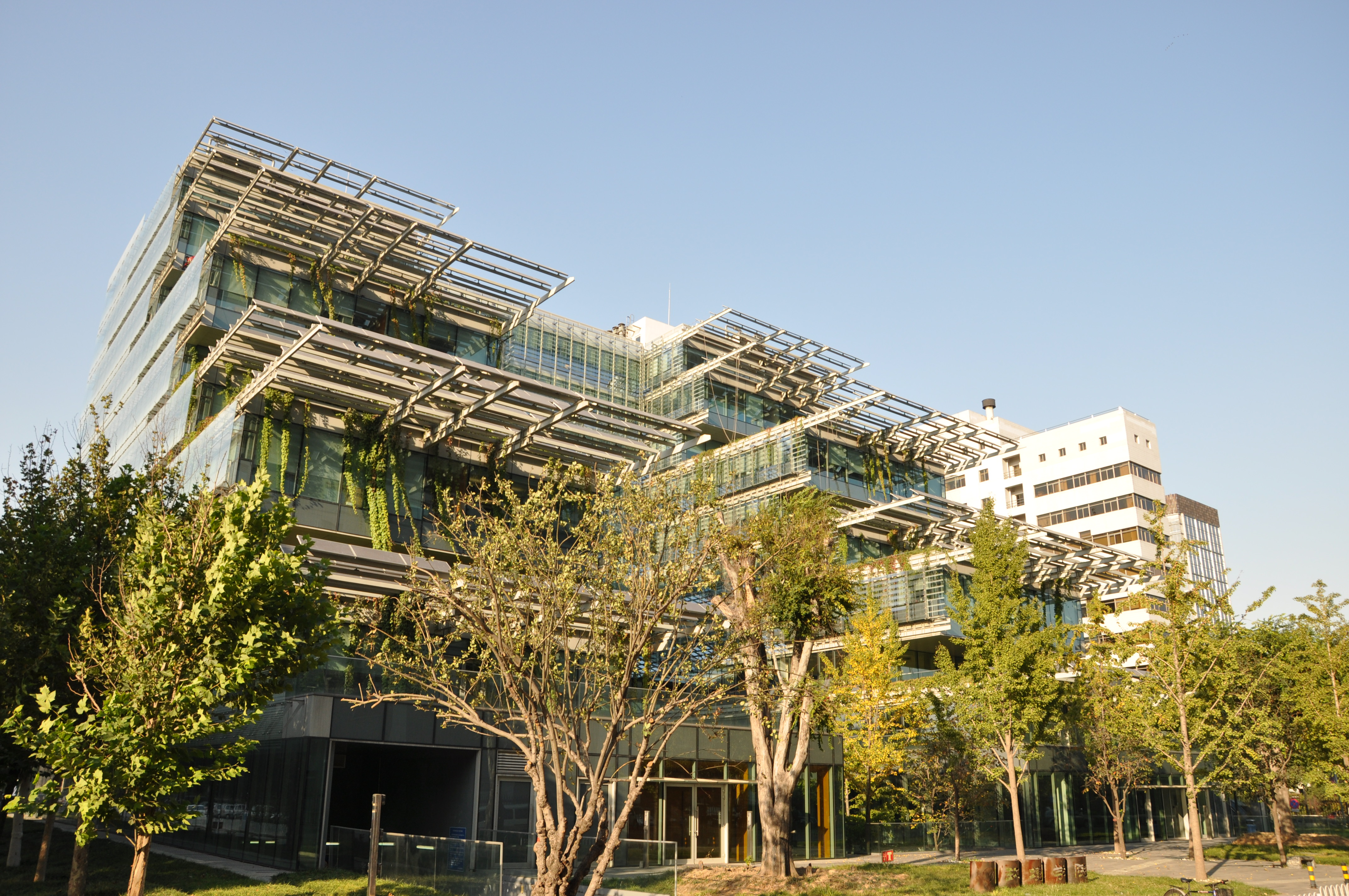
環境節能樓

1993年2月，中共中央、国务院颁布《中国教育改革和发展纲要》，8月23日，暑期党政干部会上，学校提出：“到2011年，清华大学建校100周年，争取把清华大学建成世界第一流的、具有中国特色的社会主义大学”。1994年，学校制定《清华大学“211工程”整体规划》，1996年9月开始实施，总投资4.6亿元（其中1.1亿自筹），到1999年基本完成加强理科文科经管学科建设、发展研究生教育、承接国家重大科研任务、建设清华科技园区、建设高水平师资队伍等10项具体规划。1995年3月，学校开始制定“九五”事业发展规划，建设目标确定为：“到2000年，清华大学将在人才培养、学科建设、科学研究、管理方面成为国际著名的、处于亚洲前列的大学，部分学科接近或达到世界一流大学的水平，为实现学校总的奋斗目标奠定全面而坚实的基础。”2006年4月，清华通过“十五”“211工程”验收。
1998年，中国共产党总书记江泽民提出建设若干所具有世界先进水平的一流大学目标，国家开始实施“985工程”。8月，清华最终制定《清华大学创建世界一流大学规划（1999-2001）》，即“985”计划，并于2003年通过一期验收。2003年初，清华明确“三个九年，分三步走”总体战略，即1994年至2002年，调整结构，初步向综合性研究型大学过渡；2003年至2011年，重点突破，跻身世界一流大学行列；2012年至2020年，整体推进，在总体上达到世界一流大学水平。最终到2050年中国基本实现现代化，争取达到或接近世界著名一流大学的水平。
1999年9月18日，中共中央、国务院、中央军委召开表彰为研制“两弹一星”作出突出贡献的科技专家大会，授予为“两弹一星”事业作出突出贡献的23名科技专家“两弹一星功勋奖章”，其中14位专家曾在清华学习或工作过。
為了邁向世界一流大學，清華復建、調整並新建了部分院系。1993年12月，清华恢复人文社会科学学院建制，下設歷史系、哲學與社會學系、中國語言文學系等三個系，思想文化研究所、經濟學研究所、教育研究所、科學技術與社會研究所等四個研究所以及一個藝術教育中心，聘請滕藤兼任院长；1994年，整合建立信息学院；1996年，整合建立机械工程学院；1999年，恢复法学院；1999年，并入原中央工艺美术学院为美术学院；2000年，整合建立土木水利学院建制，同年建立公共管理学院；2001年6月8日，清华大学深圳研究生院挂牌成立，清华大学与新成立的深圳大学城合作，深研院成为清华当时唯一的异地办学实体。2001年，清华建立医学院，同年工业工程专业从精密仪器系分离出来建立工业工程系；2002年，建立新闻与传播学院；2004年，在工程力学系、宇航技术研究中心等基础上建立航天航空学院；2006年，与中国协和医科大学紧密合作办学，成立北京协和医学院-清华大学医学部；2008年，恢复心理学系，同年成立马克思主义学院，邢贲思任院长；2009年，成立教育研究院和生命科学学院，同年复建清华国学研究院，由哲学家陈来任院长。

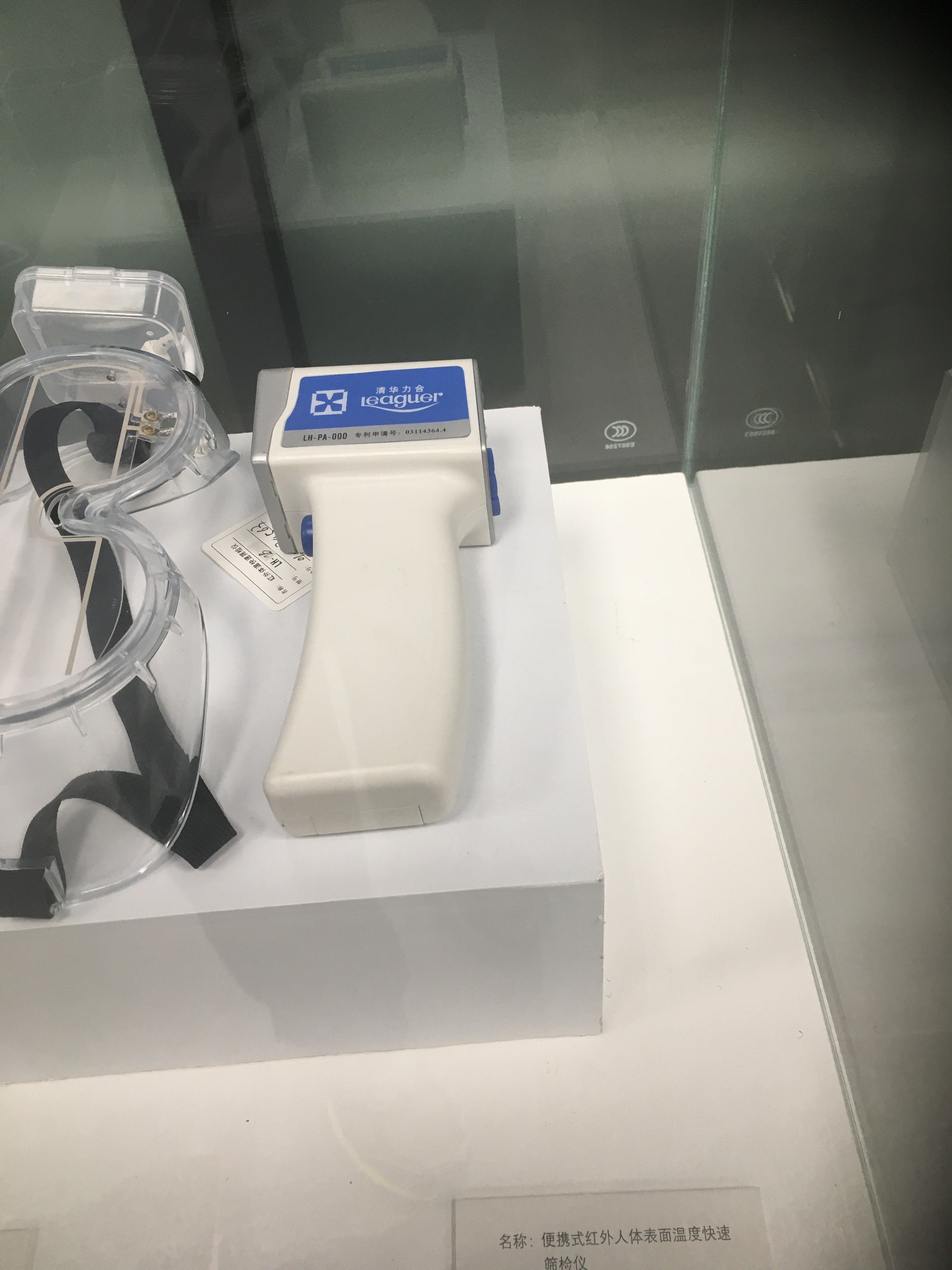
清華大學研發的紅外線快速體溫計

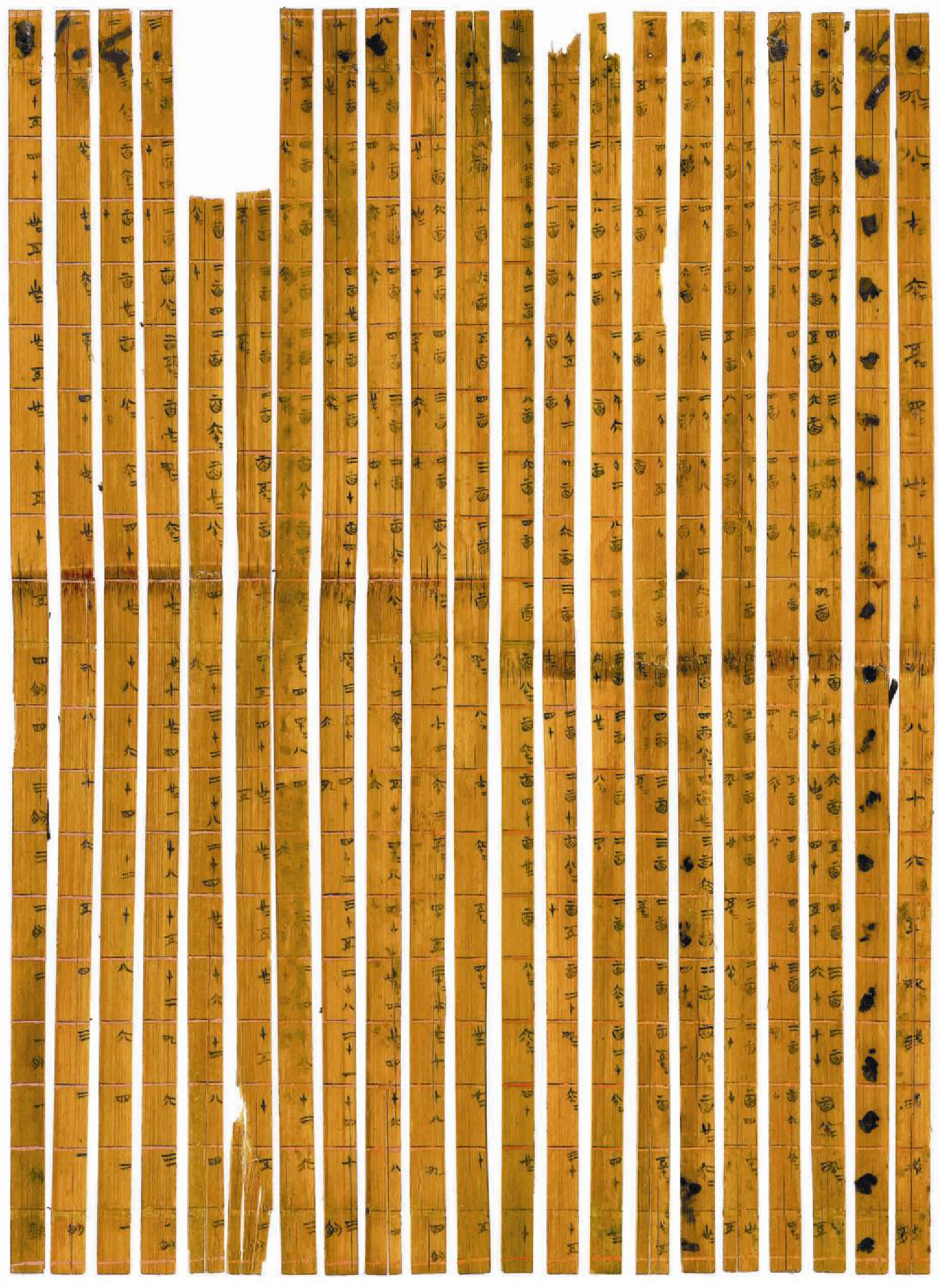
清華簡當中的算表

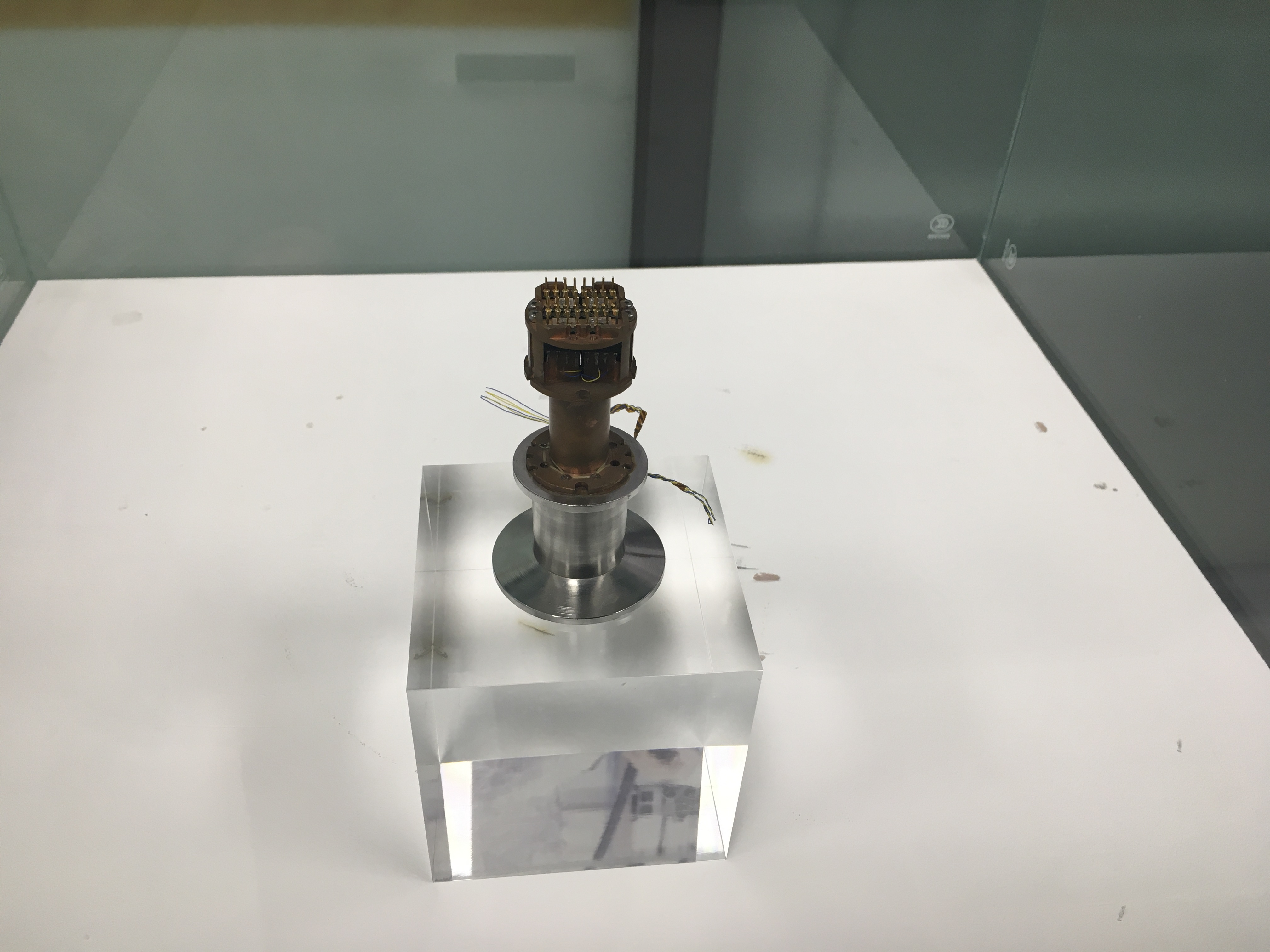
量子反常霍爾效應測試樣本與平台

科研方面，清華在各領域的研究有所突破。2001年前后，工程物理系与清华同方股份有限公司核技术公司研制“同方威视”大型集装箱检查系统，批量装备中国各地海关等处，并远销众多国家。清华核研院于2000年12月建成世界首座模块式高温气冷实验堆，并于2003年1月29日成功实现72小时满功率运行和并网发电，为中国安全民用核能与新一代核潜艇事业奠定了基础。物理系与应用超导研究中心着手研究高温超导技术，于2001年研制出340米铋系高温超导导线，并建成产业化公里量级生产线。2005年，与中国联通合作在北京设立多处高温超导滤波系统示范CDMA移动通信基站并长期稳定运行。2003年非典期间，清华全校科研机构开展紧急非典科研攻关，生物系、环境系、清华同方、深圳清华大学研究院等都在各自领域为抗击疫情作出贡献。清华同方还为附中、附小建设网络教育平台，并对外免费开放远程教育。2004年4月，由清华大学和航天清华卫星技术有限公司研发的中国自主研制第一颗纳型卫星“纳星一号”在西昌卫星发射中心成功发射，用于高新技术探索试验。2008年，校友向清华大学捐赠2388枚竹简。清华大学成立出土文献研究与保护中心对其进行研究，经测定为战国中期偏晚竹简，大多为历史类书籍，包括焚书坑儒后失传的《尚书》，具备极高的历史价值，称之为“清华简”。2013年1月，清华大学交叉信息研究院姚期智教授宣布研制出世界上第一个量子路由器并在实验室成功演示。3月，薛其坤院士发现量子反常霍尔效应，被杨振宁認為是第一次从中国实验室里发表的诺贝尔奖级的物理学论文。
2001年4月29日是清华大学90周年校庆日，海峡两岸的北京清华和新竹清华首次合办校庆。4月22日，北京清华校长王大中率团访问台湾，26日，新竹清华校长刘炯朗率团访问北京。此外，两校之间还举行学生排球友谊赛等诸多庆祝活动。清華的九十周年建校大会在新建成的综合体育馆举行，江泽民、朱镕基、胡锦涛等党和国家领导人、各界贤达代表以及各级校友出席，出席的校友中最早有1931年的毕业生。江泽民发表讲话，激励青年学子创造时代业绩，建设世界一流大学是中国综合国力的重要体现。
然而清華在建設一流大學同時，也遇到一些困境。學科建設方面，人文學科規模不大，醫學部分一直無法與協和合併；青年教師住房問題長期無法妥善解決，部分教師甚至要求時任校长顾秉林不寻求連任。學生也發生一些突發狀況與事件，2002年2月23日，清华电机系学生刘海洋在北京动物园用硫酸泼洒黑熊，引起社会高度关注。校方组织宣传募捐和教育心理方面座谈讨论，并表示尊重司法机关处理结果。
2005年初，教育部下达规定，要求全国高校BBS改为实名制校内平台。3月16日，拥有众多校内外用户的技术性兼交流性论坛——水木清华BBS被学校网络中心强行物理屏蔽校外访问，进站画面声明改为校内型。3月17日凌晨，站务委员会发布公告，声明水木BBS进入特殊时期，迫于校方压力，“改变现状的可能性基本为零”。学生纷纷创作文章、诗词、进站画面表达伤感之情。3月18日中午，数百名学生自发地在大礼堂前日晷处集会，共同祭奠水木清华。在重重压力之下，4月19日下午水木清华站务委员会成员集体辞职，该事件被众多国内外媒体普遍关注。4月末，水木BBS原站务组于校外创办水木社区BBS（后称为“新水”，与校方掌控“旧水”相对应），由于众多用户发表个人版权声明授权原版务人员任意使用其原创内容，水木社区拥有了众多原有资料和老用户。至今，新水拥有超过三万的最高同时在线人数，而旧水最多仅有数千人在线。

### 百年校慶至今

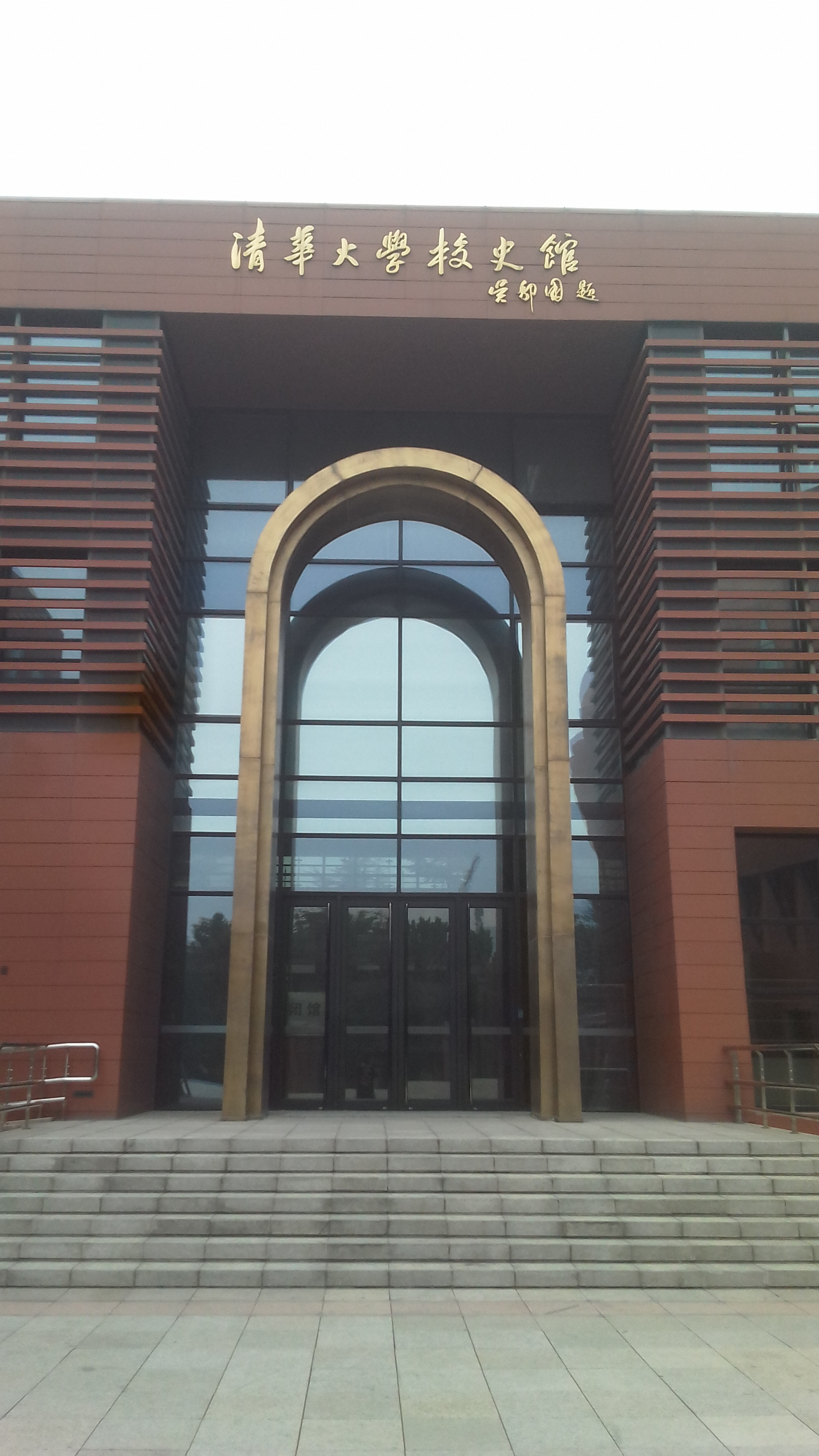
清華大學校史館

2010年4月的校庆日上，清华启动“百年校庆年”，由美术学院的百年校庆视觉形象系统设计小组发布校庆标识，宣布校内道路命名方案，开始在校内外举办各类学术活动、社会服务、校友互动等。作为百年校庆和两岸交流的一部分，2010年7月，北京清华大学和新竹清华大学组成“两岸联合登山队”向唐古拉山脉中段海拔6621米的各拉丹东雪山出发，其中11名来自北京清华，6名来自新竹清华。18日14时43分，在两名教练带领下，6名队员率先登顶。
2011年4月底，清华大学迎来百年校庆。4月24日上午，“庆祝清华大学建校100周年大会”于北京人民大会堂召开，中共中央总书记胡锦涛（1965届水利系校友）等党和国家领导人，北京大学、耶鲁大学校长等各地著名大学代表，国内外知名学者代表，台湾新竹清华大学代表团，清华校友代表和师生代表，共8000多人出席大会。校庆前后，胡锦涛（1965届校友）、朱镕基（1951届校友、经管学院首任院长）相继回校考察访谈，学校先后迎接全球各地大学校长、世界知名经济学者参与会议，清华校友、社会人士成立清华新百年发展基金支持清华发展，深圳大运会圣火采集仪式在清华举行。
百年校庆上，胡锦涛提出新的建設一流大學計畫，稱為2011计划，與985工程、211工程不同，此計畫取消終身制。2015年，中共中央、國務院推出雙一流建設。2016年，985工程、211工程相繼取消。2017年9月21日，教育部公布雙一流建設名單，清華入選為一流大學建設A類高校，並且共有34個學科入選雙一流學科。2017年12月28日，清华正式发布《“双一流”建设方案》。2022年2月11日，教育部公布第二批雙一流名單，清華再度入選雙一流高校，一流學科為自主確定建設學科並自行公布
百年校慶之後，清華成立一些新的院系。2012年，清華撤銷人文社會科學學院，分別成立人文学院和社会科学学院；同年中國人民銀行研究生部併入，改稱清華大學五道口金融學院；2013年，成立材料学院；2015年12月，成立药学院；2016年12月30日，成立地球系统科学系；2017年3月4日，临床医学院；同年6月30日，成立科學史系。2019年4月2日，清华大学宣布成立车辆与运载学院，简称车辆学院，並撤销汽车工程系建制；21日，清华大学正式成立天文系。2020年4月2日，因應新冠疫情，成立萬科公共衛生學院。

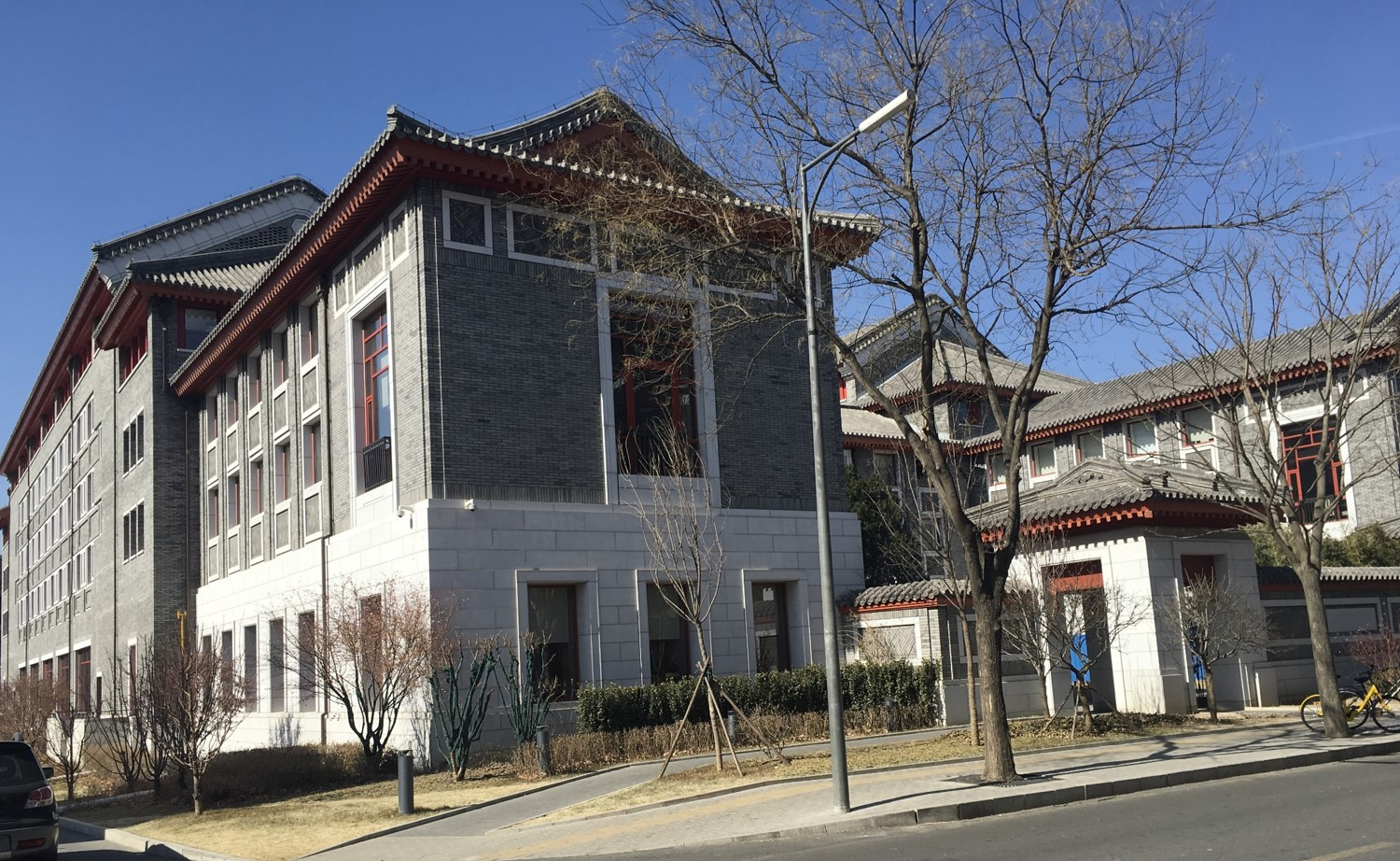
清華大學蘇世民書院

百年校慶之後，清華在辦學上有所突破。2013年4月，美国黑石集团董事长苏世民宣布向清华大学个人捐赠1亿美元，并筹集2亿美元创建“清华大学苏世民学者项目”，这是迄今为止全球教育领域最大单笔捐赠之一，也是中国获得的最大单笔捐赠，此項目在2016年正式招生第一屆學生，目的是專門培養未來的世界領導者。2015年6月18日，清华大学與美国华盛顿大学和微软公司合作创建的全球创新学院（Global Innovation eXchange institute，简称）在美国华盛顿州西雅图正式启动。这是中国大學第一次到美国办学，建立了第一个实体校区和教育科研平台。2017年2月22日，清華与米兰理工大学校长费卢奇奥·内斯塔在人民大会堂签署协议，將在米兰共同建設“中意设计创新基地”，這是清華首次在歐洲設立教育科研基地。

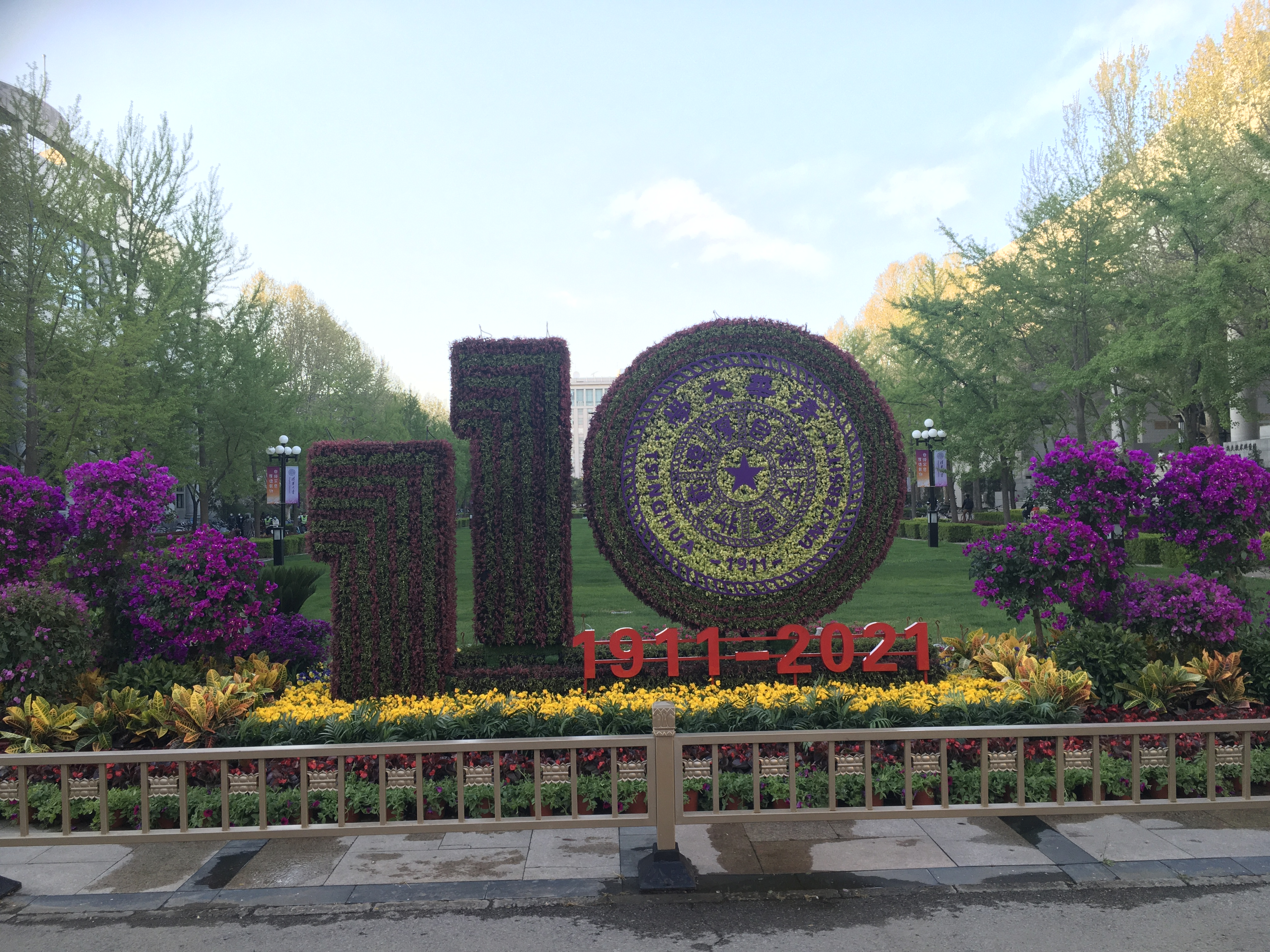
清華大學110週年校慶

百年校慶之後，清華在教學上進行一些改革。2015年，進行学分绩改革，此年入學的本科生和研究生新生開始，學期成績從百分制改為等級制，在選課制度上，执行“候选队列”方案，取消退课费，並延長退課時間，讓選課更有彈性，降低學生壓力。2017年開始，清華實施大類招生與大類培養，將原本的本科專業分為16個大類，如此可以減少學生選填志願的盲目性，給學生更大的選擇自由權，且打破了學科界限，有利于培養交叉復合型人才。2018年起，本科生中开设“写作与沟通”必修课程，以提升学生的写作能力、沟通能力、逻辑思维和批判性思维能力。成立语言教学中心，以提升学生用非母语交流的能力，並從2019年開始，第二外语成为本科生的必修课。

## 書目
- 方惠坚; 张思敬 (编). . 北京: 清华大学出版社. 2001. ISBN 7-302-04319-1. NLC 005127447 （中文（中国大陆））.

| 游美学务处、清华学堂时期相关文献 | 游美学务处、清华学堂时期相关文献 | 游美学务处、清华学堂时期相关文献 | 游美学务处、清华学堂时期相关文献 |
| 文献 | 日期                             | 公历日期                         | 事由                             |
| --- | -------------------------------- | -------------------------------- | -------------------------------- |
| 外务部为拟定收还庚子赔款遣派学生赴美办法大纲事奏折 附 遣派留美学生办法大纲                                                                                       | 宣统元年五月二十三日             |                                  | 留学                             |
| 外务部等为招考赴美国留学生事致各省督抚电稿 附 招考赴美留学生告示稿                                                                                               | 宣统元年六月十三日               |                                  | 留学                             |
| 张之洞为游美学务处官员设置事致外务部函 | 宣统元年六月二十三日             |                                  | 人事                             |
| 游美学务处为报本处开办情形及刊刻关防事致外务部呈文 附 游美学务处暂行章程 附 游美学务处人员衔名薪水清单                                                           | 宣统元年七月十八日               |                                  | 办公                             |
| 游美学务处为报第一次留美学生报名及考试情形事致外务部呈文 | 宣统元年七月十八日               |                                  | 录用留学                         |
| 考工司为留美学生陈容二人转由游美学务处酌拨经费事致游美学务处札稿                                                                                                 | 宣统元年七月二十二日             |                                  | 经费                             |
| 游美学务处为报第一次考取留美学生姓名年岁籍贯事致外务部呈文 附 考取第一次留美学生姓名年岁籍贯清册                                                                 | 宣统元年八月初十日               |                                  | 录用留学                         |
| 外务部为何日移交清华园地亩兴筑游美肄业馆事致内务府咨文 附：外务部为兴筑游美肄业馆奏稿                                                                            | 宣统元年八月二十五日             |                                  | 场地                             |
| 外务部为派员接受清华园地亩事致内务府片 | 宣统元年九月初九日               |                                  | 场地                             |
| 官房租库造报清华园房间册 | 宣统元年九月十三日               |                                  | 场地                             |
| 官房租库造报清华园树株册 | 宣统元年九月十三日               |                                  | 场地                             |
| 游美学务处为报长顺等木厂包修字据事致外务部呈文 附：长顺等三木厂包修字据                                                                                          | 宣统元年十一月六日               |                                  | 场地                             |
| 游美学务处为北洋大臣请将旧生附入庚子赔款碍难同意事致外务部呈文                                                                                                   | 宣统元年十一月十三日             |                                  | 经费                             |
| 考工司拟外务部为碍难将旧留美学生附入庚子赔款内事致北洋大臣咨文稿                                                                                                 | 宣统元年十一月十六日             |                                  | 经费                             |
| 游美学务处为请拨宣统元年第二次留美学生经费事致外务部呈文 附 请拨宣统元年第二次留美学生经费清单                                                                   | 宣统元年十二月初六日             |                                  | 经费                             |
| 游美学务处为报第一次赴美留学生到美入学情形事致外务部呈文 | 宣统二年正月十七日               |                                  | 录用留学                         |
| 外务部为增派范源廉等二人为游美学务处会办事片 | 宣统二年二月初一日               |                                  | 人事                             |
| 游美学务处为酌拟考选留美学生及各省提学使考送留美学生办法事致外务部呈文 附 考选留美学生 附 各省提学使考送留美学生办法                                             | 宣统二年二月十一日               |                                  | 录用留学                         |
| 驻美留学生监督容揆为报收到宣统元年第二次留美学生经费事致外务部呈文                                                                                               | 宣统二年二月十一日               |                                  | 经费                             |
| 游美学务处为报宣统元年全年经费事致外务部呈文 | 宣统二年三月十四日               |                                  | 经费                             |
| 游美学务处为报本处开办经费事致外务部呈文 | 宣统二年三月十四日               |                                  | 经费                             |
| 游美学务处为报第一次遣派赴美留学生经费事致外务部呈文 | 宣统二年三月十四日               |                                  | 经费                             |
| 游美学务处为报考试第二次留美学生事宜致外务部呈文 附 考取第二次留美学生姓名年岁籍贯分数清册                                                                       | 宣统二年六月二十九日             |                                  | 录用留学                         |
| 外务部等为报第二次遣派学生赴美入学情形事奏折 | 宣统二年十一月二十日             |                                  | 录用留学                         |
| 游美学务处为遵办使馆书记官改充官费学生事致外务部呈文 | 宣统二年十二月十六日             |                                  | 录用留学                         |
| 游美学务处为拟定学生考试期限事致外务部呈文 | 宣统二年十二月十八日             |                                  | 录用留学                         |
| 游美学务处为将游美肄业馆改为清华学堂缘由致外务部申呈 | 宣统二年十一月二十日             |                                  | 制度                             |
| 游美学务处为请电沪道加给军咨处遣派学生船资事致外务部呈文 | 宣统三年正月初八日               |                                  | 经费                             |
| 驻美大臣张荫棠为美议院同意中国派遣学生入西岬武学院事致外务部呈文 附1 美国外交部照会 附2 美国外交部致驻美公使照会 附3 美国外交部所录美两院决议 附4 美国外交部照会 | 宣统三年二月初八日               |                                  | 录用留学                         |
| 外务部为订立清华学堂章程事奏折稿 | 宣统三年三月十一日               |                                  | 制度                             |
| 军咨大臣载涛等为已电饬学员陶叔懋等赴美就学事致外务部咨文 | 宣统三年四月十七日               |                                  | 录用留学                         |
| 游美学务处添招留美学生缘由及招考简章致外务部申呈 附 游美学务处招考清华学堂学生简章                                                                               | 宣统三年四月二十六日             |                                  | 制度                             |
| 游美学务处为复税务处请派学生赴美留学事致外务部呈文 | 宣统三年五月初九日               |                                  | 录用留学                         |
| 游美学务处为请拨宣统三年第二次留美学生经费事致外务部呈文 附 请拨宣统三年第二次在美留学生经费清单                                                                 | 宣统三年六月初六日               |                                  | 经费                             |
| 游美学务处为报第三次考取留美学生清折事致外务部呈文 附 第三次考取留美学生姓名年岁籍贯清册                                                                         | 宣统三年六月十二日               |                                  | 录用留学                         |
| 游美学务处为派员护送第三次赴美留学生事致外务部呈文 | 宣统三年六月十二日               |                                  | 录用留学                         |
| 游美学务处为报第三次赴美留学生放洋日期事致外务部呈文 | 宣统三年六月二十五日             |                                  | 录用留学                         |
| 游美学务处为复北洋大学堂请准酌选入本年派赴美学额碍难照办事致外务部呈文                                                                                           | 宣统三年闰六月初五日             |                                  | 录用留学                         |
| 游美学务处改行清华学堂章程缘由致外务部申呈 附 清华学堂章程 | 宣统三年七月十四日               |                                  | 制度                             |
| 游美学务处为请由黄鼎专司留美学生监督一职事致外务部呈文 | 宣统三年七月二十四日             |                                  | 人事                             |
| 江海关监督为已拨付宣统三年第三次留美学生经费事致外务部呈文 | 宣统三年八月二十三日             |                                  | 经费                             |